# 오거스터스 세인트고던즈
오거스터스 세인트고든스 (/ˌseɪntˈɡɔːdənz/; 1848년 3월 1일 – 1907년 8월 3일)는 보자르 건축 세대의 미국인 조각가로 미국 르네상스의 이상을 구현했다. 세인트고든스는 아일랜드-프랑스계 가족의 일원으로 더블린에서 태어나 뉴욕에서 자랐다. 그는 추가 훈련과 예술 연구를 위해 유럽으로 여행했다. 뉴욕으로 돌아온 후, 그는 남북 전쟁 영웅들을 기념하는 기념비로 큰 비평적 성공을 거두었으며, 그 중 다수는 여전히 남아있다. 세인트고든스는 보스턴 코먼에 있는 로버트 굴드 쇼 기념관, 에이브러햄 링컨: 남자, 그리고 남북 전쟁 장성급 장교들을 위한 웅장한 기마 기념비들을 만들었다: 시카고의 그랜트 파크 (시카고)에 있는 존 로건 장군 기념관과 뉴욕의 센트럴 파크 모퉁이에 있는 윌리엄 테쿰세 셔먼 (세인트고든스) 등이 있다. 또한 그는 인기 있는 역사주의적 표현인 청교도를 만들었다.
세인트고든스는 또한 고전주의 작품인 다이애나 (세인트고든스)와 같은 작품들을 만들었고, 그의 디자인 기술을 화폐학에 적용했다. 그는 미국 조폐국을 위해 20달러 세인트고든스 더블 이글 금화(1905–1907)를 디자인했는데, 이는 지금까지 발행된 미국 동전 중 가장 아름다운 동전 중 하나로 평가된다, 그리고 10달러 "인디언 헤드" 금 이글도 디자인했다; 이 두 동전은 1907년부터 1933년까지 주조되었다. 말년에는 뉴햄프셔에 "코니시 콜로니"라는 예술인 마을을 설립했으며, 이 마을에는 저명한 화가, 조각가, 작가, 건축가들이 포함되었다. 그가 가끔 협력했던 그의 형 루이스 세인트고든스 또한 잘 알려진 조각가였다.

## 초기 생활과 경력
세인트고든스는 아일랜드 더블린에서 아일랜드인 어머니와 프랑스인 아버지인 베르나르 폴 에르네스트 세인트고든스(직업은 구두장이였으며, 프랑스 피레네 산맥의 아스페 마을 출신으로, 생고당에서 15킬로미터 떨어져 있었다) 사이에서 태어났다. 부모는 그가 생후 6개월일 때 미국으로 이민하여 뉴욕에서 자랐다.

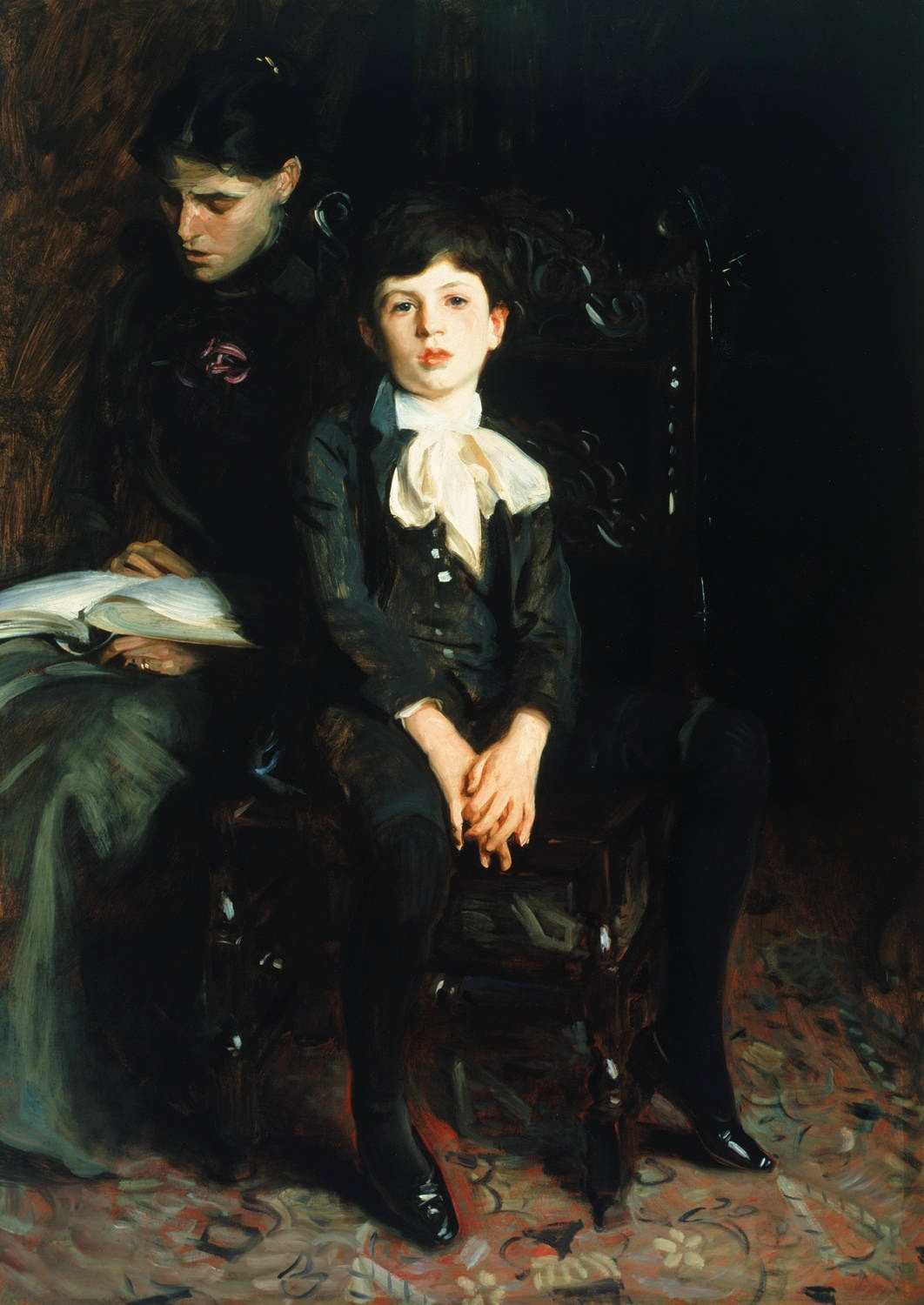
존 싱어 사전트가 1890년에 그린 오거스터스의 아내 오거스타와 그들의 아들 호머 세인트고든스의 초상화.

1861년, 그는 카메오 조각가 루이 아베트의 견습생이 되어 뉴욕의 쿠퍼 유니언에서 저녁 미술 수업을 들었다. 2년 후, 그는 또 다른 카메오 조각가인 쥘 르 브레통의 견습생으로 고용되어 국립디자인아카데미에 등록했다. 그의 견습은 19세에 완료되었고 그는 1867년 파리로 여행하여 에콜 데 보자르의 프랑수아 주프루아 아틀리에에서 공부했다.
1870년, 그는 예술과 건축을 공부하기 위해 파리를 떠나 로마로 가서 첫 번째 커미션 작업을 시작했다. 그곳에서 그는 청각 장애가 있는 미국인 미술 학생 오거스타 피셔 호머를 만났다. 그들은 1877년 6월 1일에 결혼했다. 부부에게는 호머 세인트고든스라는 아들 한 명이 있었다.

1874년, 뉴욕의 저명한 개혁가 에드워즈 피어폰트는 세인트고든스를 고용하여 자신의 대리석 흉상을 만들도록 했다. 골상학자 피어폰트는 세인트고든스에게 자신의 머리를 더 크게 만들 것을 주장하며 까다로운 의뢰인임을 증명했다. 세인트고든스는 피어폰트의 흉상이 "끔찍한 부기 질병에 걸린 것 같았다"고 말했고, 나중에 친구에게 그 흉상을 "가지고 산산조각 내버릴 수 있다면 무엇이든 주겠다"고 말했다.

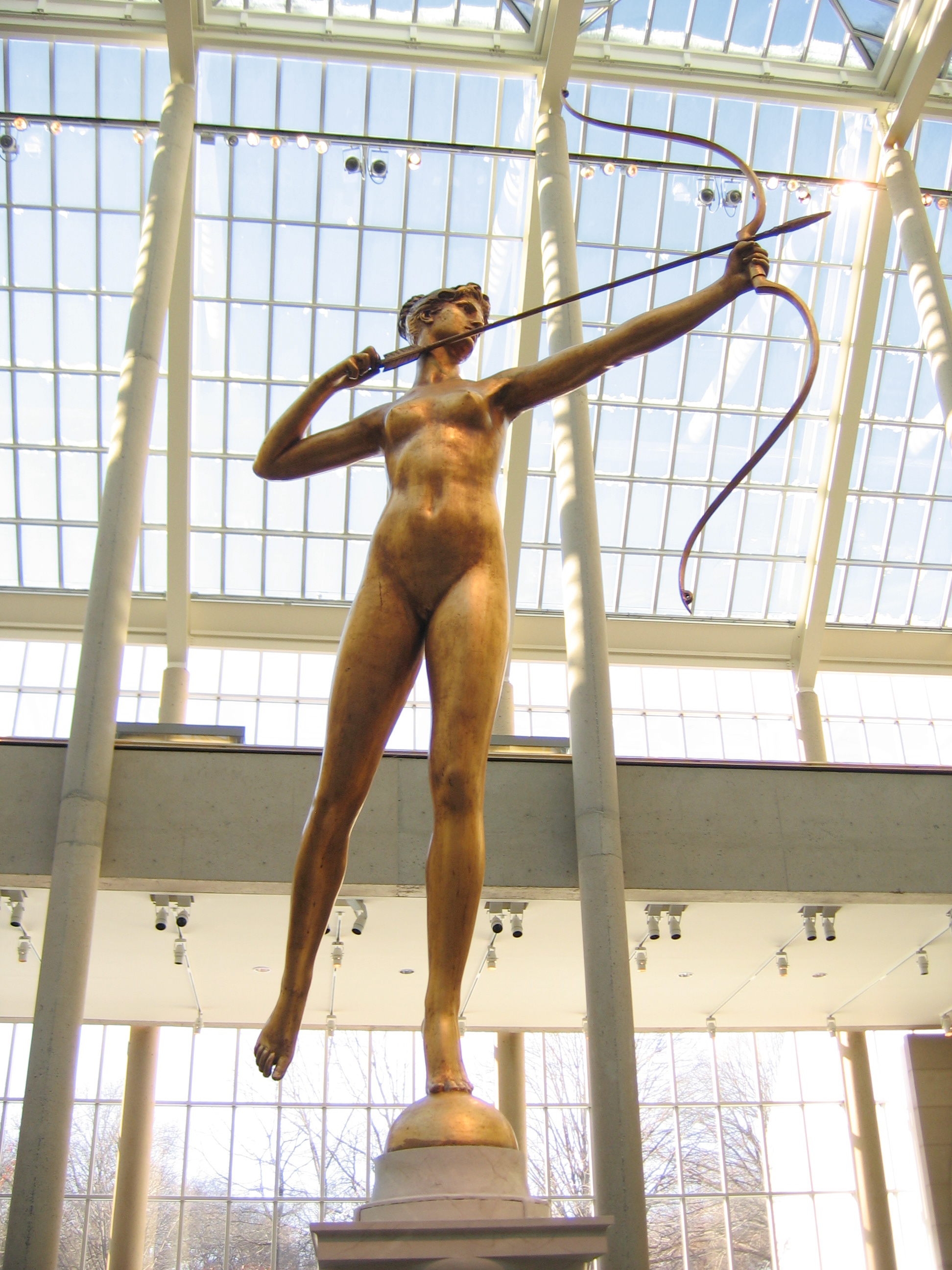
다이애나 (1892–93). 청동, 메트로폴리탄 미술관, 뉴욕

1876년, 그는 청동 데이비드 패러거트 기념비의 의뢰를 따냈다. 그는 49 루 노트르담데샹에 스튜디오를 빌렸다. 스탠퍼드 화이트가 받침대를 디자인했다. 이 기념비는 1881년 5월 25일 매디슨 스퀘어에서 공개되었다. 그는 1892년부터 1894년까지 스탠퍼드 화이트와 다시 협력하여 뉴욕의 두 번째 매디슨 스퀘어 가든 건물에 풍향계로 다이애나를 만들었다. 두 번째 버전은 현재 필라델피아 미술관 소장품에 있으며, 뉴욕의 메트로폴리탄 미술관을 포함한 여러 박물관에 축소된 버전이 있다. 이 조각상은 300피트 높이의 탑 위에 세워져 다이애나는 도시에서 가장 높은 지점이 되었다. 또한 이 조각상은 맨해튼 그 지역에서 밤에 전기로 조명되는 첫 번째 조각상이었다. 이 조각상과 탑은 1925년 건물이 철거될 때까지 랜드마크였다.
뉴욕에서 그는 윈슬로 호머(그의 아내의 사촌), 윌리엄 메리트 체이스, 아서 쿼틀리를 포함한 저명한 예술가와 작가들의 모임인 타일 클럽의 회원이었다. 그는 또한 뉴욕 시의 램스 클럽, 살마군디 클럽 그리고 내셔널 아츠 클럽의 회원이기도 했다.

## 남북 전쟁 기념 위원회

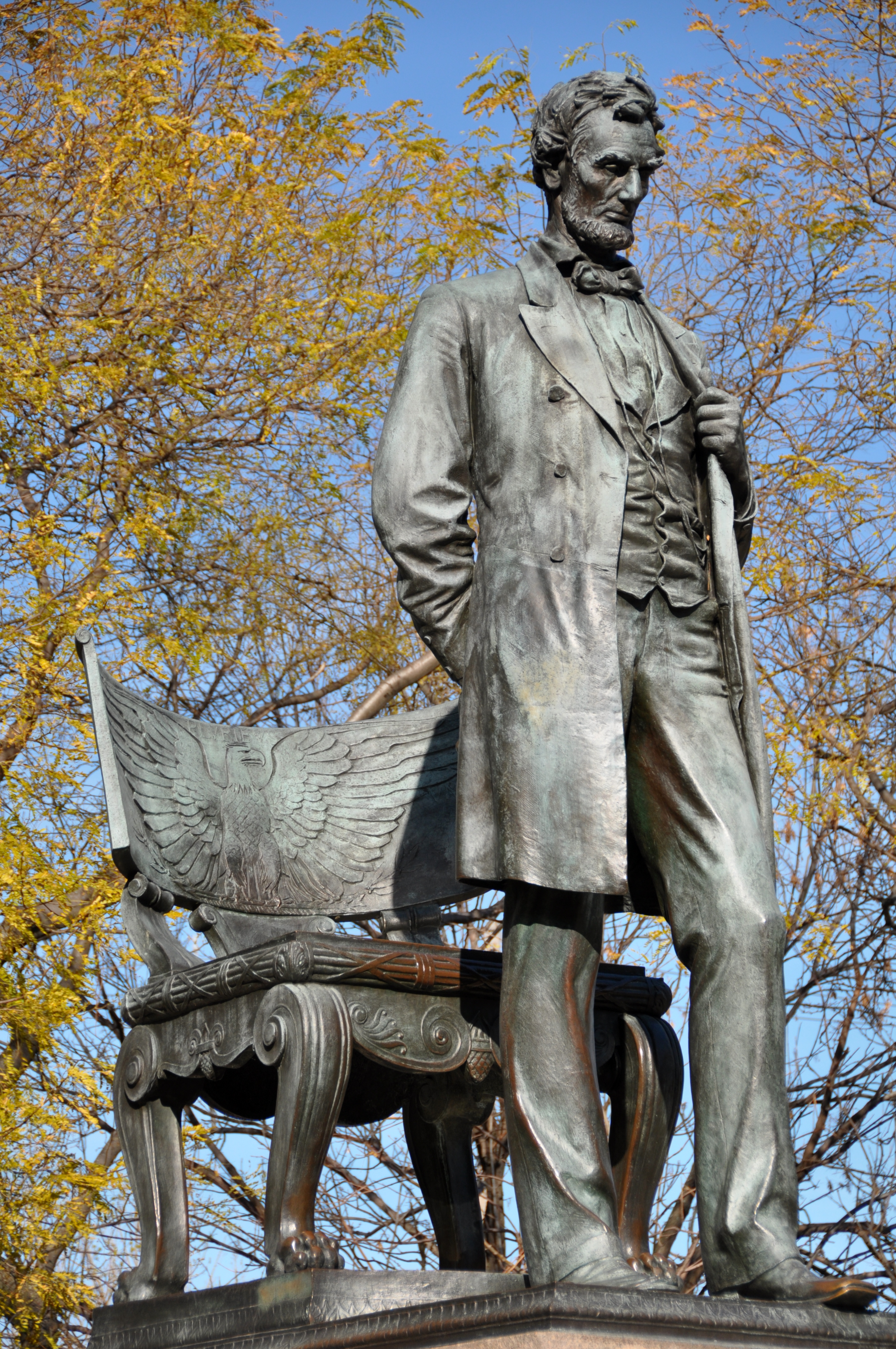
시카고 링컨 공원의 에이브러햄 링컨: 남자 (1887)

1876년, 세인트고든스는 첫 번째 주요 의뢰를 받았다: 뉴욕 매디슨 스퀘어에 있는 남북 전쟁 제독 데이비드 패러거트를 위한 기념비였다; 그의 친구 스탠퍼드 화이트가 이를 위한 건축적 배경을 설계했고, 1881년에 공개되었을 때, 그 자연주의, 과장되지 않음, 그리고 배치로 인해 엄청난 성공을 거두었으며, 세인트고든스의 명성은 확고해졌다.
의뢰는 빠르게 이어졌는데, 건축가 화이트가 설계한 배경에 있는 시카고 링컨 공원의 거대한 에이브러햄 링컨: 남자, 1884–1887년 작품은 미국에서 가장 훌륭한 초상 조각상으로 평가받았다(복제품은 스프링필드 (일리노이주)의 링컨 묘지에, 다른 하나는 런던의 팔러먼트 광장에 세워졌다). 이 조각상은 미국 예술가들에게 큰 영향을 미쳤고 비평가들로부터 널리 찬사를 받았다.
애덤스 기념관 (세인트고든스), 쿠퍼 스퀘어의 피터 쿠퍼 기념비, 존 A. 로건 기념비 등 일련의 긴 기념물, 장례 기념물 및 흉상이 이어졌다. 이 기념물들 중 가장 위대한 것은 1884–1897년 보스턴 코먼에 세워진 청동 부조 로버트 굴드 쇼 기념관으로, 세인트고든스는 14년 동안 이 작업에 매달렸다; 대중 버전이 공개된 후에도 그는 추가 버전을 계속 만들었다. 남북 전쟁 장성급 장교를 위한 두 개의 웅장한 기마 기념물이 돋보인다: 1894–1897년 시카고의 고분 위에 세워진 존 A. 로건 장군 기념비, 그리고 뉴욕 센트럴 파크 모퉁이에 있는 윌리엄 테쿰세 셔먼 (세인트고든스) 기념비(알레고리적 승리상으로 아프리카계 미국인 모델 헤티 앤더슨이 포즈를 취했다), 1892–1903년 작품으로, 조각 모델의 정확한 기계적 확대에 로버트 트리트 페인의 포인팅 장치를 처음 사용했다. 쇼 기념관의 아프리카계 미국인 병사들의 묘사는 19세기 미국 미술에서 실물과 같고 모욕적이지 않은 아프리카 신체적 특징의 드문 예로 평가된다.

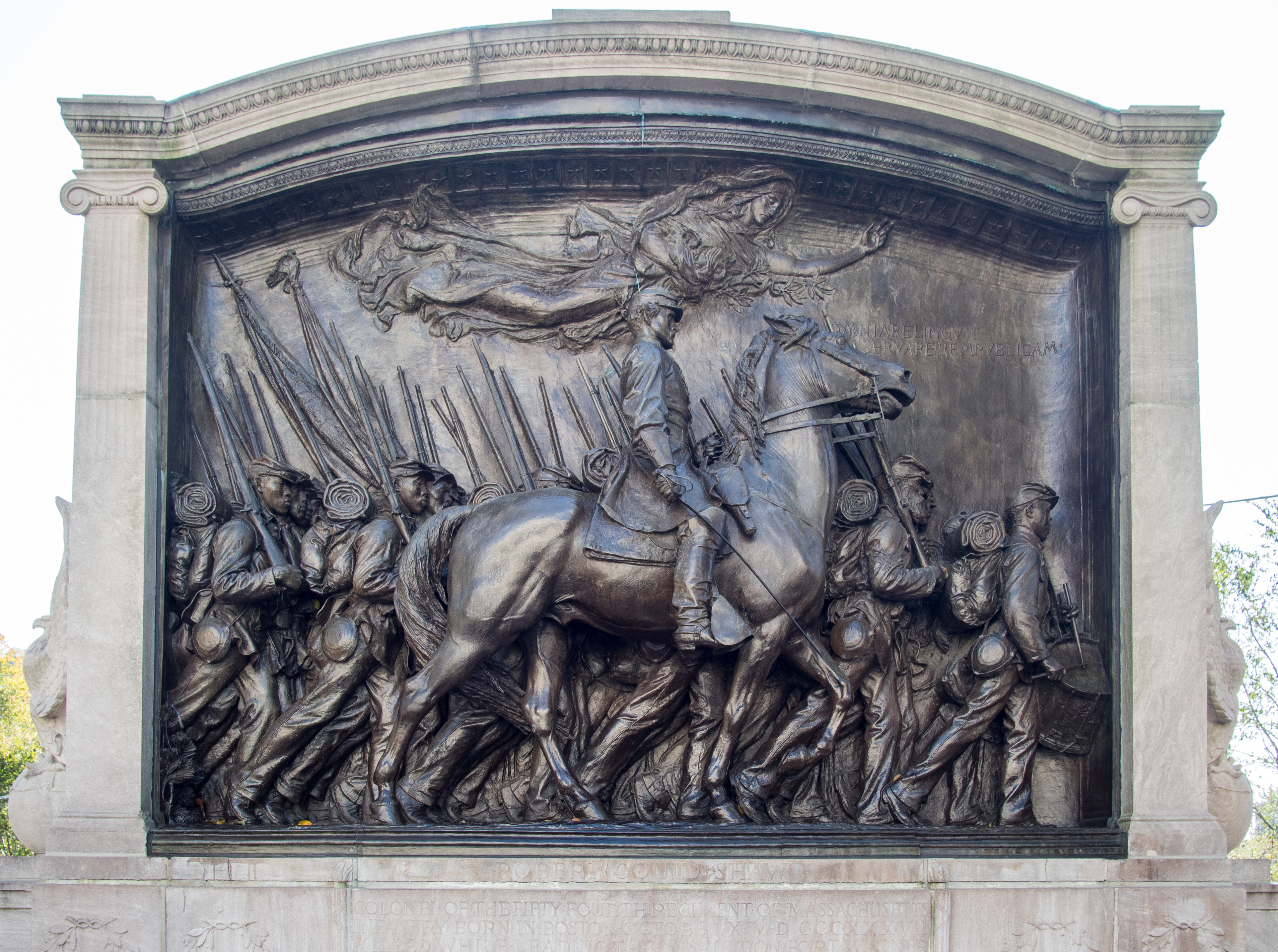
로버트 굴드 쇼 기념관, 보스턴 코먼 (1884–1897)

1909년 링컨 탄생 100주년을 기념하여 세인트고든스는 또 다른 대통령 조각상을 제작했다. 앉아있는 형상인 에이브러햄 링컨: 국가 원수는 시카고의 그랜트 파크 (시카고)에 있다. 세인트고든스는 디자인 작업을 마쳤고 그가 사망할 당시에는 조각상 주조를 시작한 상태였으며, 그의 작업실에서 이를 완성했다. 이 조각상의 머리는 링컨 탄생 100주년을 기념하여 발행된 우표의 모델로 사용되었다.

## 기타 작품

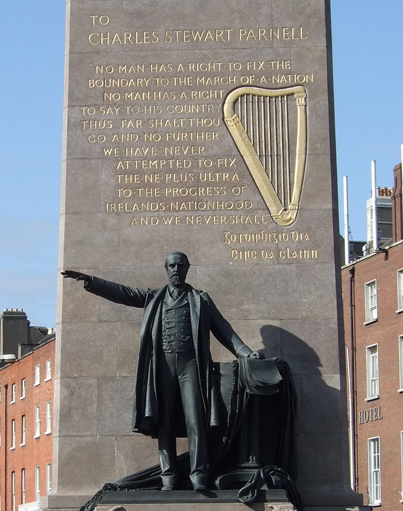
더블린 파넬 기념관

세인트고든스는 1911년에 더블린의 오코넬 거리 북쪽 끝, 파넬 광장을 등지고 설치된 찰스 스튜어트 파넬 기념비를 위한 조각상도 제작했다.
1887년 로버트 루이스 스티븐슨이 두 번째로 미국을 방문했을 때, 세인트고든스는 스티븐슨을 메달에 새기는 5년 프로젝트의 예비 스케치를 할 기회를 가졌다. 당시 스티븐슨은 건강이 매우 좋지 않아 침대에 기대어 글을 쓰고 있었다. 이 메달은 약간의 수정 후에 에든버러의 세인트 자일스 대성당에 있는 스티븐슨 기념관에 복제되었다. 스티븐슨의 사촌이자 전기 작가인 그레이엄 밸푸어는 이 작품을 "스티븐슨의 모든 초상화 중 가장 만족스러운 것"으로 평가했다. 밸푸어는 또한 세인트고든스가 스티븐슨을 크게 존경했으며 한때 그와 "좌담을 위해 천 마일이라도 기꺼이 가겠다"고 말했다고 언급했다.[2]
세인트고든스는 또한 매사추세츠 시민 봉사 개혁 협회 발표 메달 및 1893년 만국 박람회 메달과 같은 다양한 기념 테마를 포함한 메달을 만들기 위해 다양한 단체로부터 의뢰를 받았다. 이러한 작품들은 그의 폭넓은 인기와 동시대인들이 그에게 부여한 존경을 증명한다.
자선가 로버트 랜달의 조각상은 뉴욕의 세일러스 스너그 하버 정원에 서 있다. 1907년에 처음 봉헌된 구리왕 마커스 데일리의 조각상은 현재 뷰트 (몬태나주)의 파크 스트리트 서쪽 끝에 있는 몬태나 공과대학교(이전 몬태나 광업 학교) 입구에 놓여 있다. 전 미국 하원의원이자 뉴욕 주지사였던 로스웰 페티본 플라워의 조각상은 1902년에 뉴욕 워터타운에 봉헌되었다.

## 교사와 자문

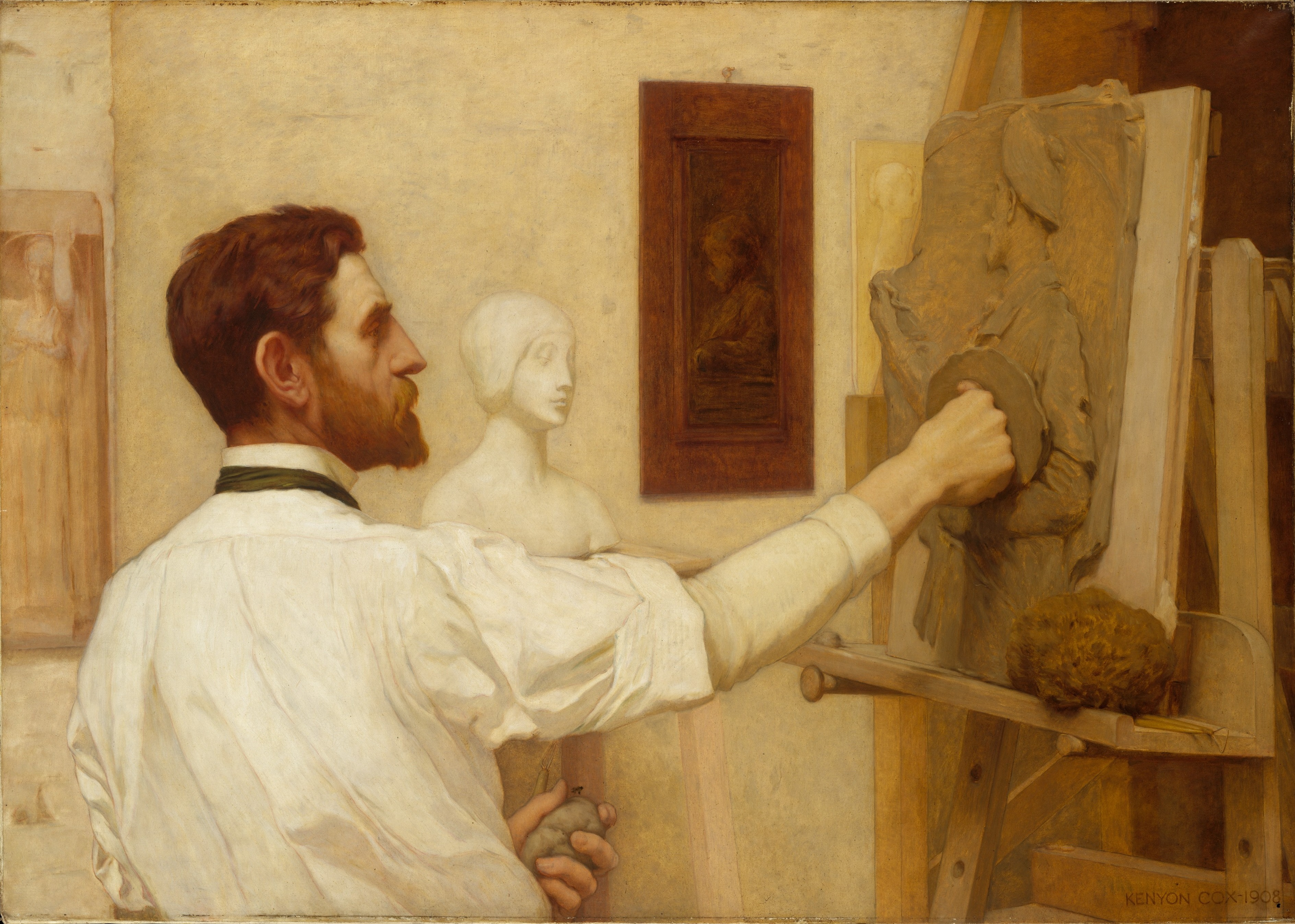
케니언 콕스가 그린 스튜디오에서 작업하는 세인트고든스

세인트고든스의 명성은 그에게 학생들을 끌어모았고, 그는 유능하고 섬세한 교사였다. 그는 젊은 예술가들을 개인적으로 지도하고, 뉴욕 예술 학생 연맹에서 가르쳤으며, 많은 조수를 두었다. 그는 1893년 1893년 만국 박람회의 예술 고문이었고, 아메리칸 아카데미 인 로마의 열렬한 지지자였으며, 미국 수도를 위한 피에르 랑팡의 오랫동안 무시되었던 마스터 플랜을 실현시킨 맥밀런 위원회의 일원이었다.
그의 경력 동안 오거스터스 세인트고든스는 피렌체 르네상스의 영향을 받은 섬세하고 매우 낮은 부조의 친밀한 개인 초상 패널을 전문으로 만들었다. 그는 다른 아일랜드계 미국인 조각가 제롬 코너에게 큰 영향을 미쳤다고 여겨졌다.
세인트고든스는 그의 긴 경력 동안 다음 세대의 가장 훌륭한 조각가들 중 일부를 고용하고 훈련시켰다. 여기에는 제임스 얼 프레이저, 프랜시스 그림스, 헨리 헤링, 찰스 케크, 메리 로렌스, 프레데릭 맥모니즈, 필립 마티니, 헬렌 미어스, 로버트 페인, 알렉산더 핌스터 프록터, 루이스 세인트고든스, 엘시 워드 그리고 아돌프 알렉산더 와인만이 포함된다.
뉴욕 시의 PS40는 세인트고든스의 이름을 따서 명명되었다.

## 주화

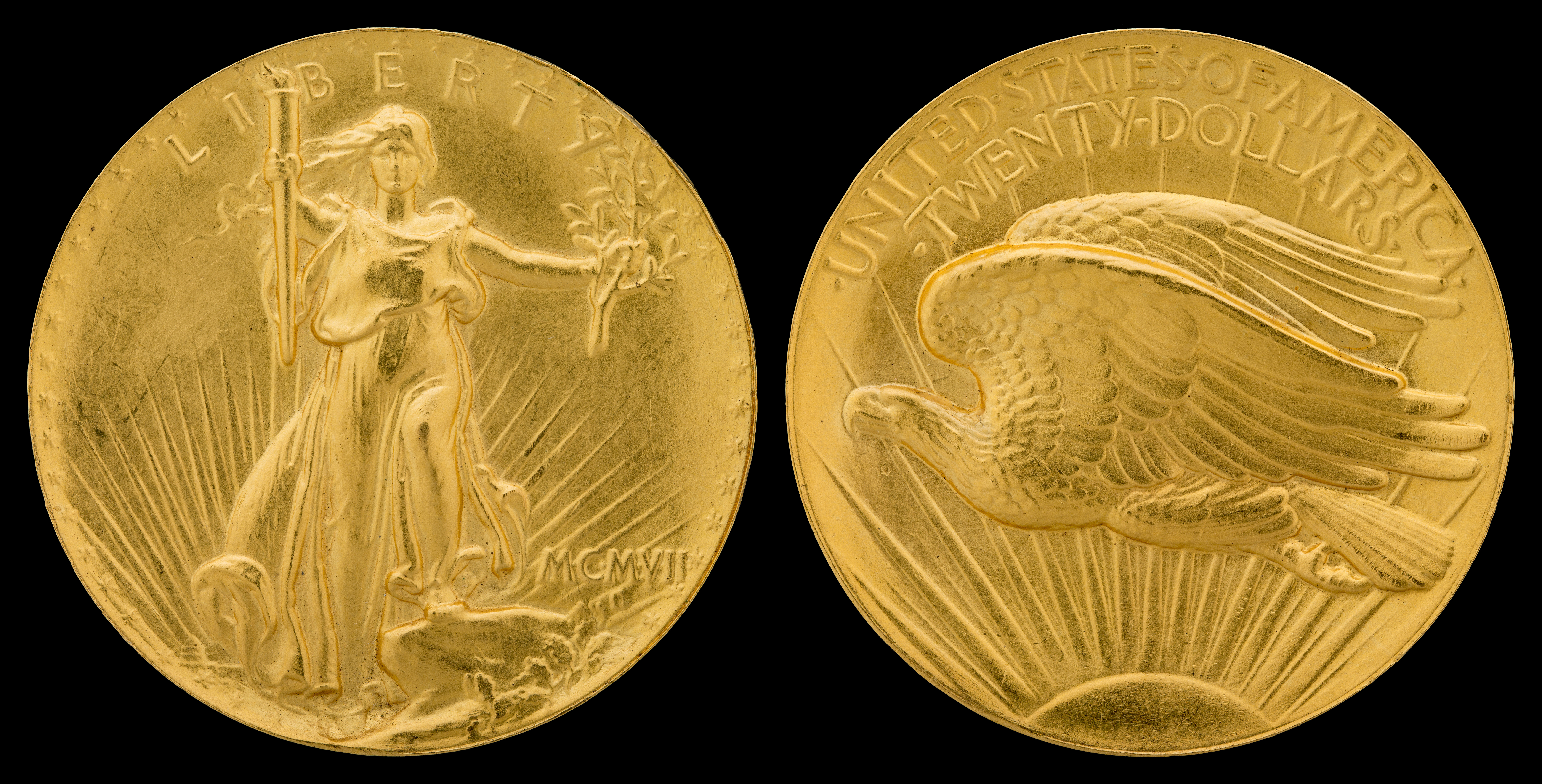
1907년 로마 숫자 초고부조 더블 이글, 세인트고든스의 디자인

세인트고든스는 그의 초기 부조 초상화를 "메달"이라고 불렀으며 동전 예술에 큰 관심을 가졌다: 그가 미국 조폐국을 위해 1905–1907년에 디자인한 20달러 금화, 더블 이글 동전은 주조를 위해 개조되었음에도 불구하고, 여전히 발행된 미국 동전 중 가장 아름다운 동전 중 하나로 여겨진다.
20세기 초 국가 주화를 재디자인하기 위해 시어도어 루스벨트에 의해 선정된 세인트고든스는 초고부조 20달러 금화를 제작했는데, 이는 미국 조폐국에 의해 평평한 버전으로 개조되었다. 초고부조 동전은 디테일을 살리기 위해 최대 11번의 타격을 필요로 했으며, 1907년에는 약 20개 정도만 주조되었다. 초고부조 동전은 제대로 쌓이지 않아 상업용으로 부적합하다고 판단되었다. 이 동전들은 오늘날 매우 높은 인기를 자랑하며, 2005년 경매에서는 2,990,000달러에 팔리기도 했다. 이 동전은 나중에 고부조 버전으로 개조되었는데, 이는 초고부조 동전보다 여덟 번 적은 타격을 필요로 했지만 여전히 상업용으로 비실용적이라고 여겨졌다. 이 중 12,317개가 주조되었으며, 현재 미국에서 가장 수요가 많은 동전 중 하나이다. 이 동전은 최종적으로 일반 부조 버전으로 수정되어 1907년부터 1933년까지 주조되었다. 이 디자인("초고부조" 20달러)은 24K 금으로 성공적으로 주조되었고, 115,178개의 동전이 생산되었다. 이 동전은 2009년에 미국 조폐국에서 발행되었다.

## 말년과 코니시 콜로니

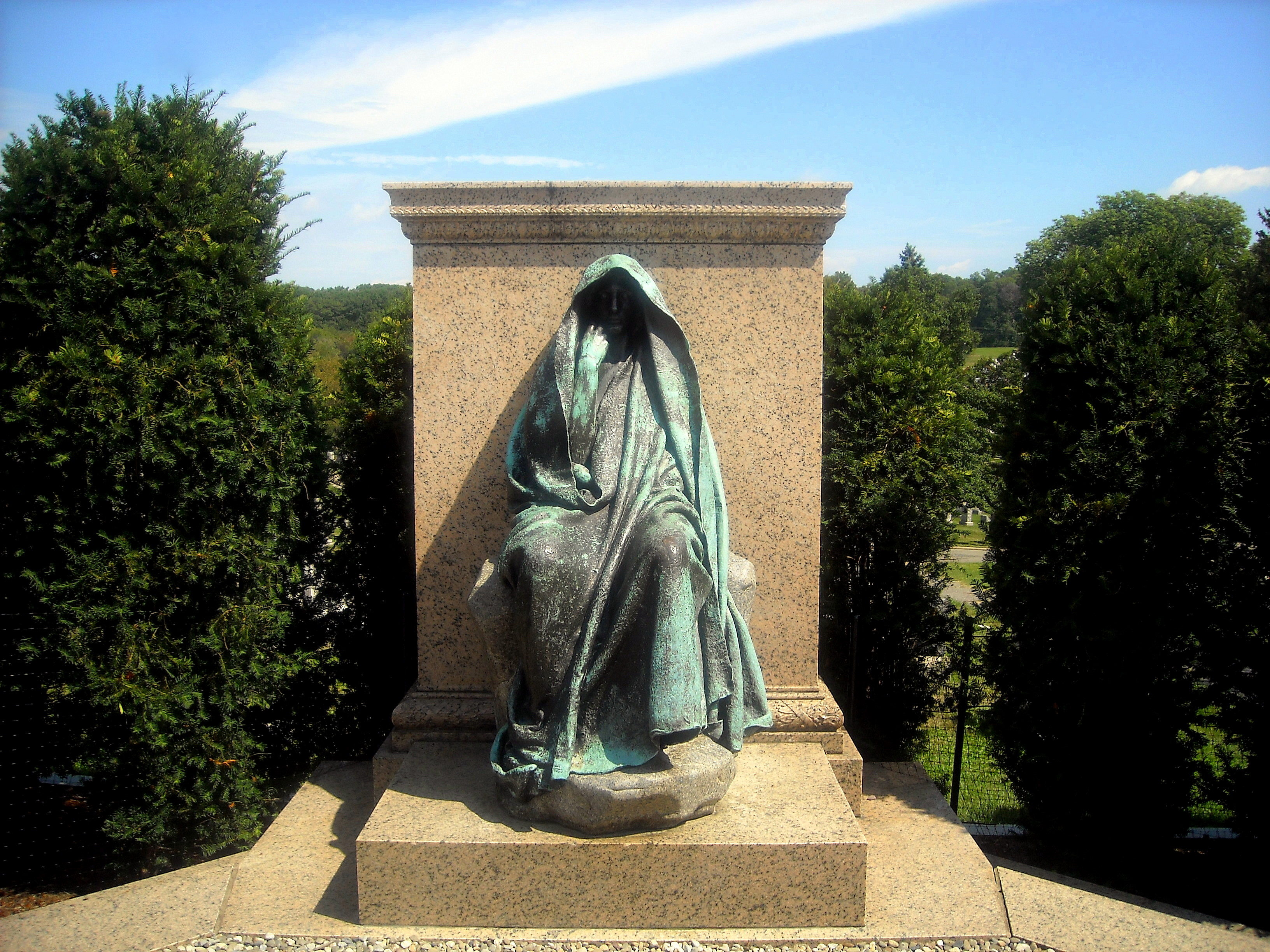
애덤스 기념관 (세인트고든스), 록 크릭 묘지, 워싱턴 D.C. (1891).

1900년 암 진단을 받은 세인트고든스는 1885년부터 여름을 보내던 뉴햄프셔 코니시 (뉴햄프셔주)의 그의 연방주택과 아름답게 꾸며진 정원 안에 있는 헛간 스튜디오에서 은퇴하지 않고 살기로 결정했다. 기력이 약해지는 가운데서도 그는 계속해서 작업하여 꾸준히 부조와 공공 조각품을 제작했다. 1901년, 그는 대니얼 버넘과 찰스 폴런 맥킴 건축가, 그리고 프레더릭 로 옴스테드 주니어 조경가와 함께 워싱턴 D.C.의 내셔널 몰과 더 큰 공원 시스템을 재설계하기 위한 상원 공원 또는 맥밀런 위원회의 위원으로 임명되었다; 1902년, 위원회는 대중적으로 맥밀런 계획으로 알려진 보고서를 발표했다. 1904년, 그는 미국 예술 문학 아카데미 회원으로 선정된 첫 7인 중 한 명이었다. 같은 해에 큰 스튜디오가 불에 타서 조각가의 서신, 스케치북, 그리고 많은 미완성 작품들이 돌이킬 수 없는 손실을 입었다.
세인트고든스와 그의 형 루이스가 끌어들인 코니시 예술인 마을은 역동적인 사회적, 창조적 환경을 조성했다. 가장 유명한 인물로는 화가 맥스필드 패리시와 케니언 콕스, 건축가이자 정원 디자이너 찰스 A. 플랫, 그리고 조각가 폴 맨십이 있었다. 또한 화가 토머스 드위нг, 조지 드 포레스트 브러쉬, 극작가 퍼시 맥케이, 미국 소설가 윈스턴 처칠 (소설가), 그리고 오거스터스의 형인 조각가 루이스 세인트고든스가 포함되었다. 1907년 그가 사망한 후, 마을은 서서히 해체되었다. 그의 집과 정원은 현재 세인트고든스 국립역사유적지로 보존되어 있다.
세인트고든스는 1896년 미국 예술 과학 아카데미 회원으로 선출되었다. 1901년 프랑스 정부는 그를 장교로 임명했다. 1920년, 세인트고든스는 사후에 위대한 미국인 명예의 전당에 헌액되었다. 1940년, 그의 이미지는 "유명한 미국인" 시리즈의 미국 우표에 등장했다.
세인트고든스와 그의 아내는 역사가 데이비드 매컬로의 2011년 저서 더 그레이터 저니: 파리의 미국인들에서 중요하게 다루어진다. 책 출간 시 인터뷰에서 매컬로는 오거스타 세인트고든스가 미국에 있는 친구와 가족에게 보낸 편지들이 19세기 후반 파리 미국인 공동체의 삶을 연구하며 발견한 가장 풍부한 1차 자료 중 하나였다고 말했다.

## 유산과 영예
제2차 세계 대전 중 리버티선 SS 오거스터스 세인트고든스는 패너마시티에서 건조되었고, 그의 이름을 따서 명명되었다.

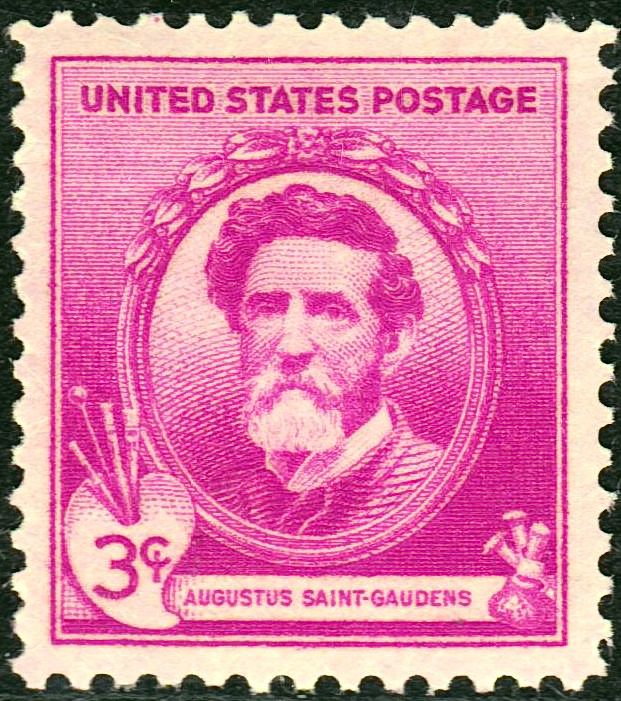

1940년, 미국 우편 서비스는 미국의 유명한 예술가, 시인, 교육자, 작가, 과학자, 작곡가, 발명가를 기리는 35개의 '유명한 미국인 시리즈' 우표를 발행했다. 유명한 조각가 오거스터스 세인트고든스는 이 시리즈의 '예술가' 부문에 선정되어 1940년 9월 16일 뉴욕에서 처음 발행된 이 우표에 등장한다.
뉴욕 시의 PS40은 세인트고든스의 이름을 따서 명명되었다.
오거스터스 세인트고든스의 작품을 소장하고 있는 공공 컬렉션은 다음과 같다.
| - 애디슨 미국 예술 갤러리 (앤도버 (매사추세츠주)) - 아몬 카터 박물관 (텍사스) - 시카고 미술관 (일리노이주 시카고) - 버크셔 박물관 (피츠필드 (매사추세츠주)) - 브리검 영 대학교 미술관 (유타) - 브루클린 미술관 (뉴욕) - 카네기 미술관 (펜실베이니아주 피츠버그) - 신시내티 미술관 - 코톨드 미술 연구소 (런던) - 커리어 미술관 (뉴햄프셔) - 델라웨어 미술관 - 디트로이트 미술관 | - 호놀룰루 미술관 - 링컨 공원 식물원 (일리노이주 시카고) - 로스앤젤레스 카운티 미술관 - 마비게러 미술관, (오클라호마주 쇼니) - 미드 미술관 (애머스트 대학, 매사추세츠) - 로체스터 대학교 메모리얼 미술관 (뉴욕) - 메트로폴리탄 미술관, (뉴욕) - 로드아일랜드 디자인 학교 박물관 - 몽클레어 미술관 (뉴저지) - 오르세 미술관 (파리) - 보스턴 미술관 - 국립디자인아카데미 (뉴욕) | - 내셔널 갤러리 오브 아트 (워싱턴 D.C.) - 내셔널 초상화 갤러리 (런던) - 노스캐롤라이나 미술관 - 세인트고든스 국립역사유적지 (뉴햄프셔) - 뉴어크 박물관 (뉴저지) - 펜실베이니아 미술아카데미 - 필라델피아 미술관 - 셸던 기념 미술관 (네브래스카주 링컨) - 스미스소니언 미술관 (워싱턴 D.C.) - 테이트 갤러리 (런던) - 털리도 미술관 (오하이오) - 미국 상원 미술 컬렉션 - 버지니아 미술관 (리치먼드) - 예일 대학교 미술관 |

## 선택된 작품
| 제목                            | 이미지 | 연도              | 위치                                               | 재료          | 비고 |
| ------------------------------- | ------ | ----------------- | -------------------------------------------------- | ------------- | --- |
| 데이비드 패러거트 제독          |        | 1881              | 매디슨 스퀘어 뉴욕                                 | 청동 & 화강암 | 스탠퍼드 화이트가 디자인한 엑세드라                                                                                           |
| 청교도                          |        | 1887              | 메릭 파크, 스프링필드 (매사추세츠주) 쿼드랭글 근처 | 청동 & 화강암 | |
| 서 있는 링컨                    |        | 1887              | 일리노이주 시카고 링컨 공원                        | 청동 & 화강암 | 스탠퍼드 화이트가 디자인한 건축적 배경 런던 팔러먼트 스퀘어, 멕시코 시티, 그리고 세인트고든스 국립역사공원에 추가 주조본 위치 |
| 애덤스 기념관                   |        | 1891              | 워싱턴 D.C. 록 크릭 묘지                           | 청동 & 화강암 | 스탠퍼드 화이트가 디자인한 건축적 배경                                                                                        |
| 존 로건 장군 기념관             |        | 1897              | 일리노이주 시카고 그랜트 파크 (시카고)             | 청동 & 화강암 | 스탠퍼드 화이트가 디자인한 건축적 배경, 말은 알렉산더 핌스터 프록터가 모델링                                                  |
| 로버트 굴드 쇼 기념관           |        | 1897              | 보스턴 (매사추세츠주) 보스턴 코먼                  | 청동 & 화강암 | 찰스 폴런 맥킴이 디자인한 건축 요소                                                                                           |
| 윌리엄 테쿰세 셔먼              |        | 1903              | 맨해튼 그랜드 아미 플라자                          | 청동 & 화강암 | 찰스 폴런 맥킴이 디자인한 화강암 받침대                                                                                       |
| 헨리 W. 맥스웰 기념관           |        | 1903              | 브루클린 그랜드 아미 플라자                        | 청동 & 화강암 | 앨버트 재거스의 도움을 받음                                                                                                   |
| 크리스토퍼 라이먼 메이지 기념관 |        | 1908              | 피츠버그 셴리 공원                                 | 청동 & 화강암 | 스탠퍼드 화이트와 헨리 베이컨이 디자인한 건축적 배경 헨리 헤링의 도움을 받음                                                  |
| 앉아 있는 링컨                  |        | 1908, 1926년 공개 | 일리노이주 시카고 그랜트 파크 (시카고)             | 청동 & 화강암 | 스탠퍼드 화이트, 로렌스 그랜트 화이트 및 그레이엄, 앤더슨, 프롭스트 앤 화이트가 디자인한 건축적 배경                          |

## 갤러리

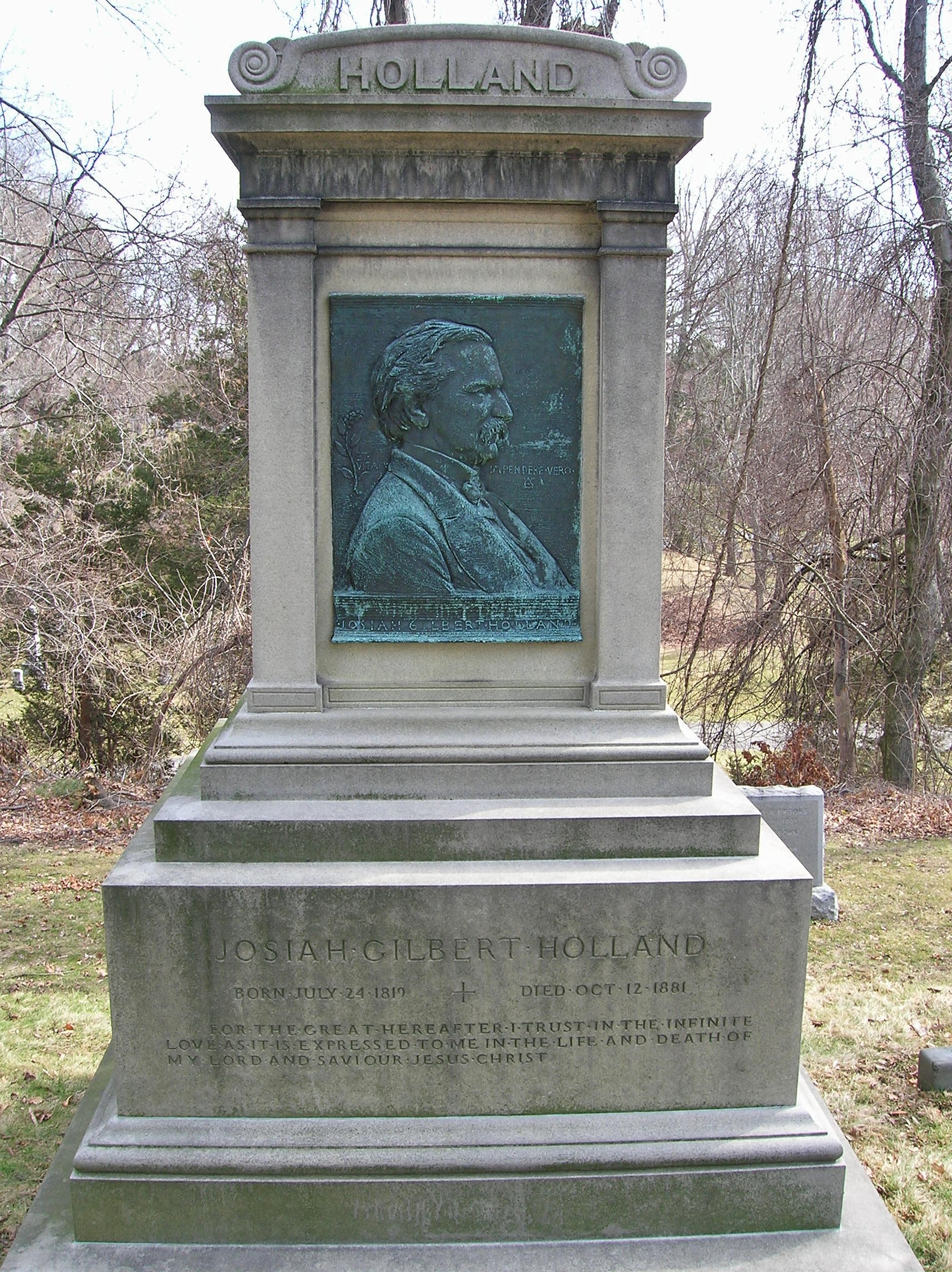
조시아 길버트 홀랜드 기념비, 스프링필드 묘지, 매사추세츠 (1881).
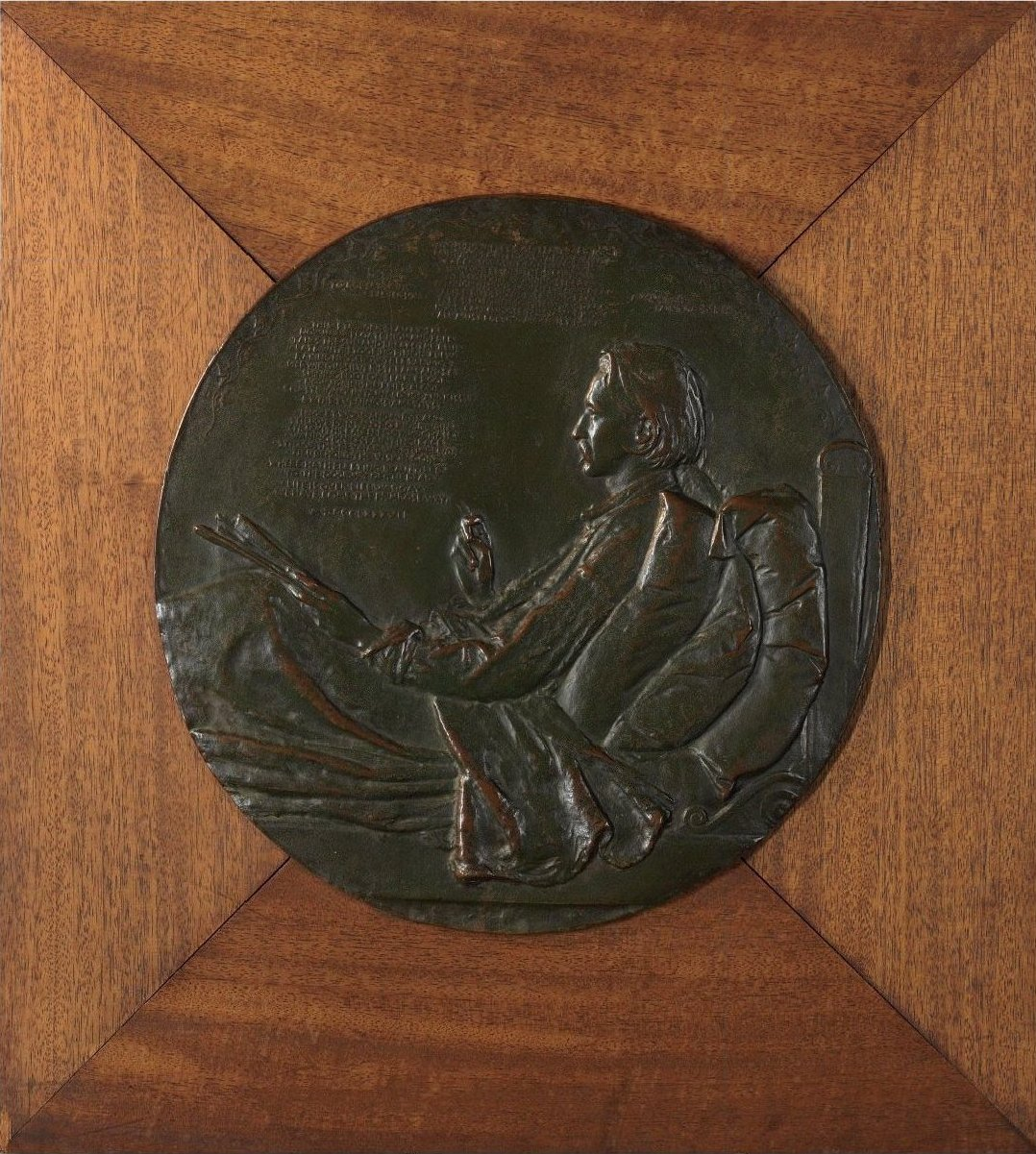
로버트 루이스 스티븐슨 초상화, 1887–88, 호놀룰루 미술관.
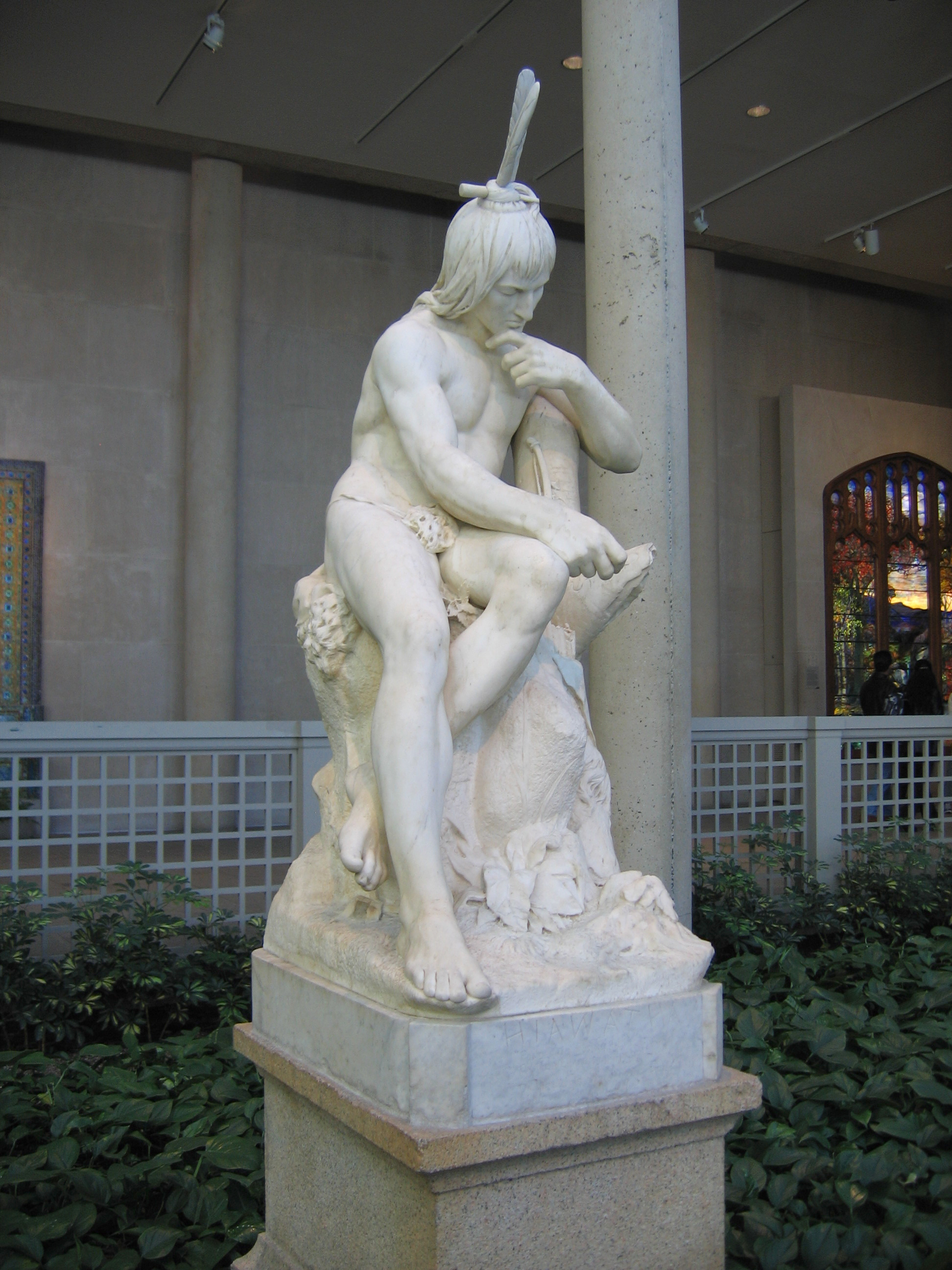
하이아와타, 대리석 (1872), 메트로폴리탄 미술관.
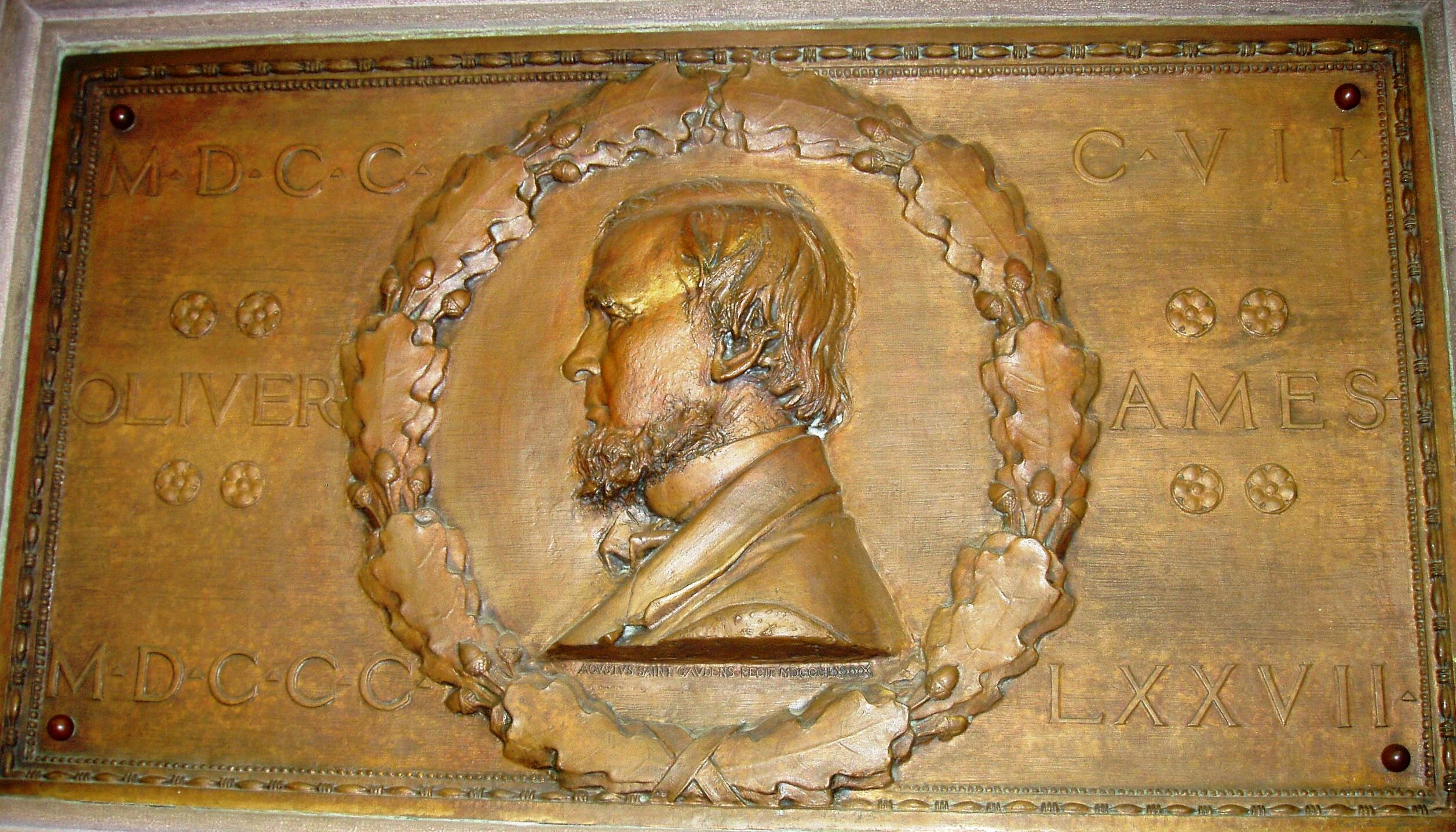
올리버 에임스 주니어 부조, 에임스 자유 도서관, 노스 이스턴, 매사추세츠 (1883).
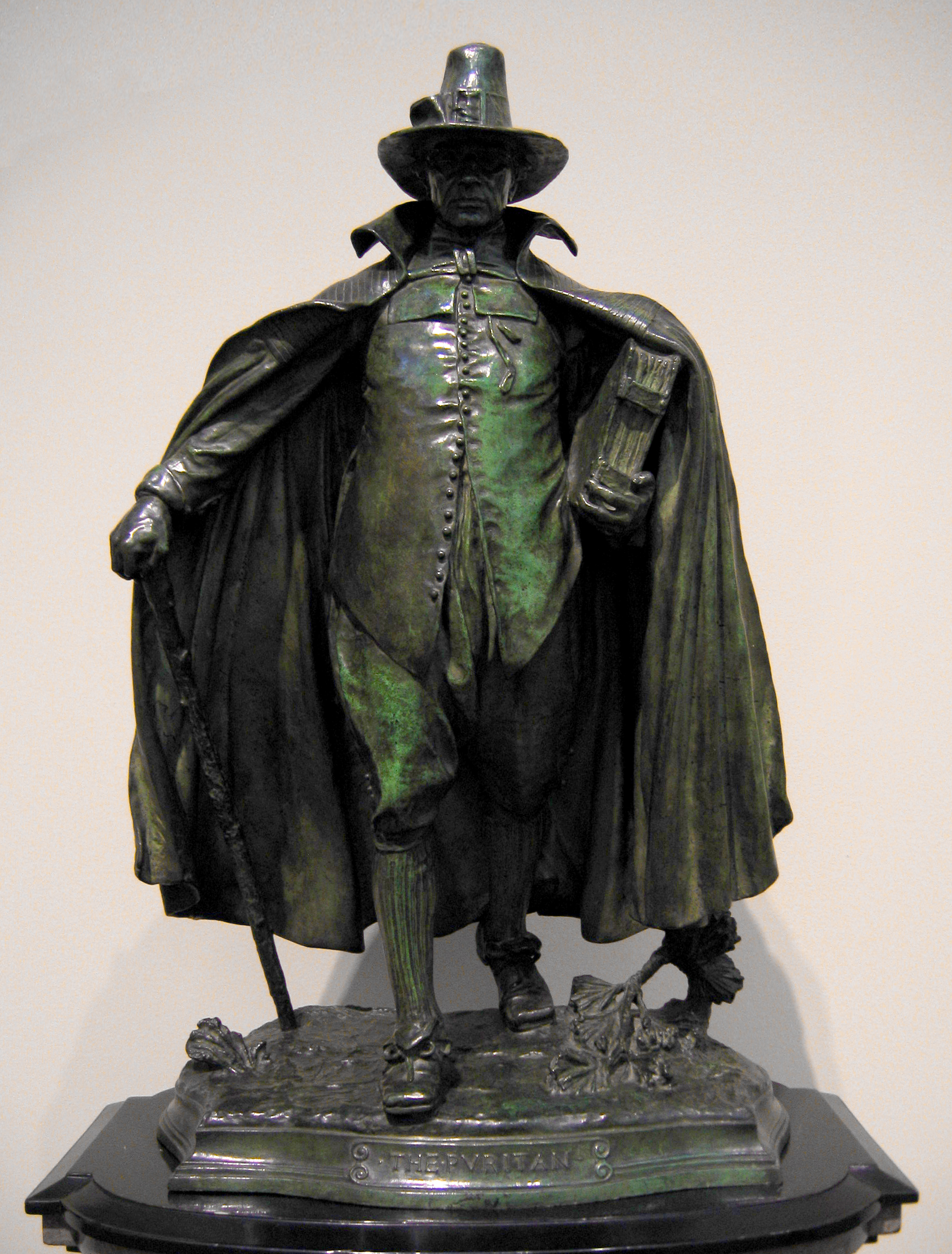
청교도, 청동 (1883–1886), 스프링필드 (매사추세츠주) 야외, 메트로폴리탄 미술관 및 내셔널 갤러리 오브 아트 실내.
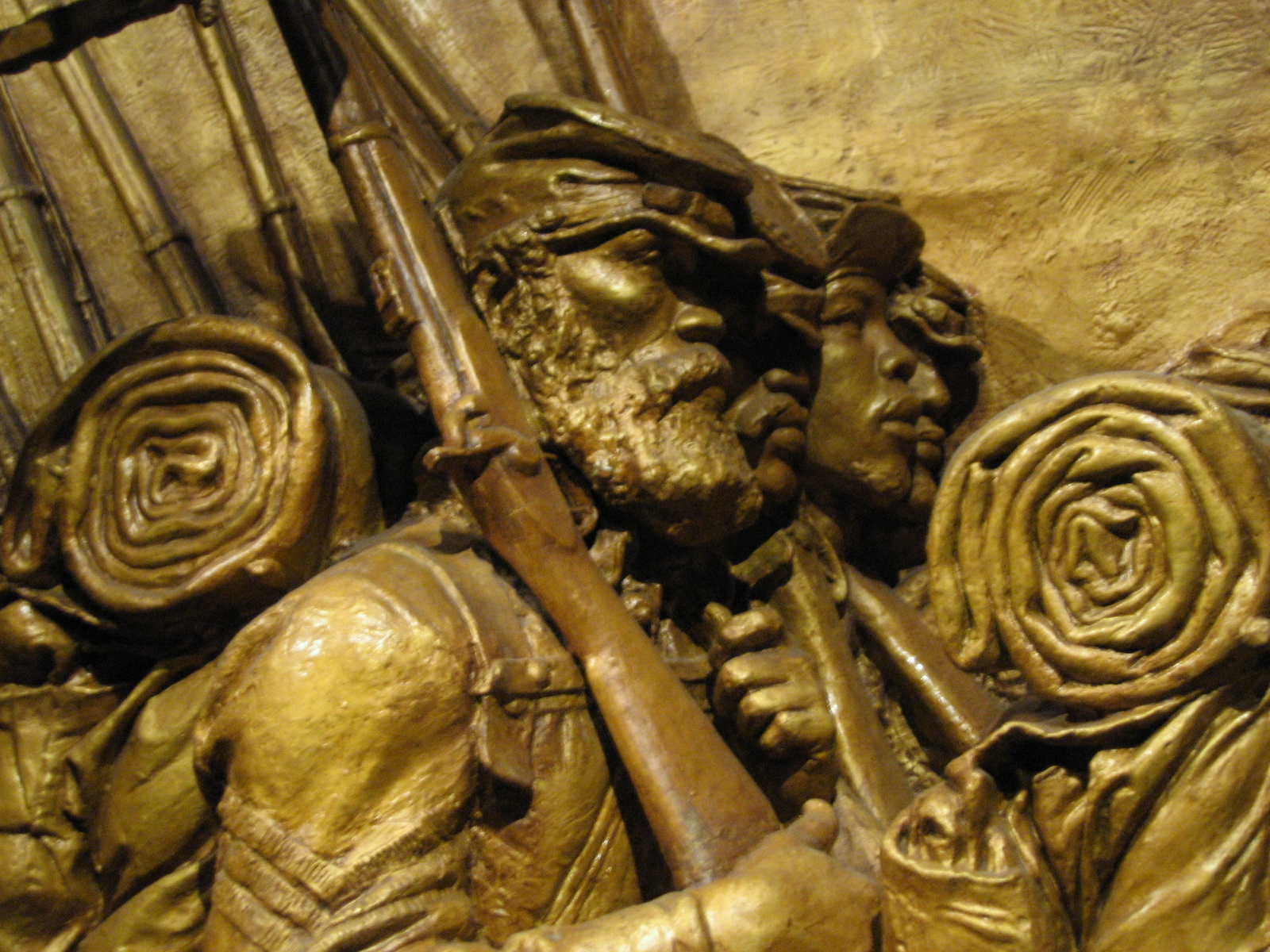
쇼 기념관 석고 모델 세부 (1884–1887), 내셔널 갤러리 오브 아트.
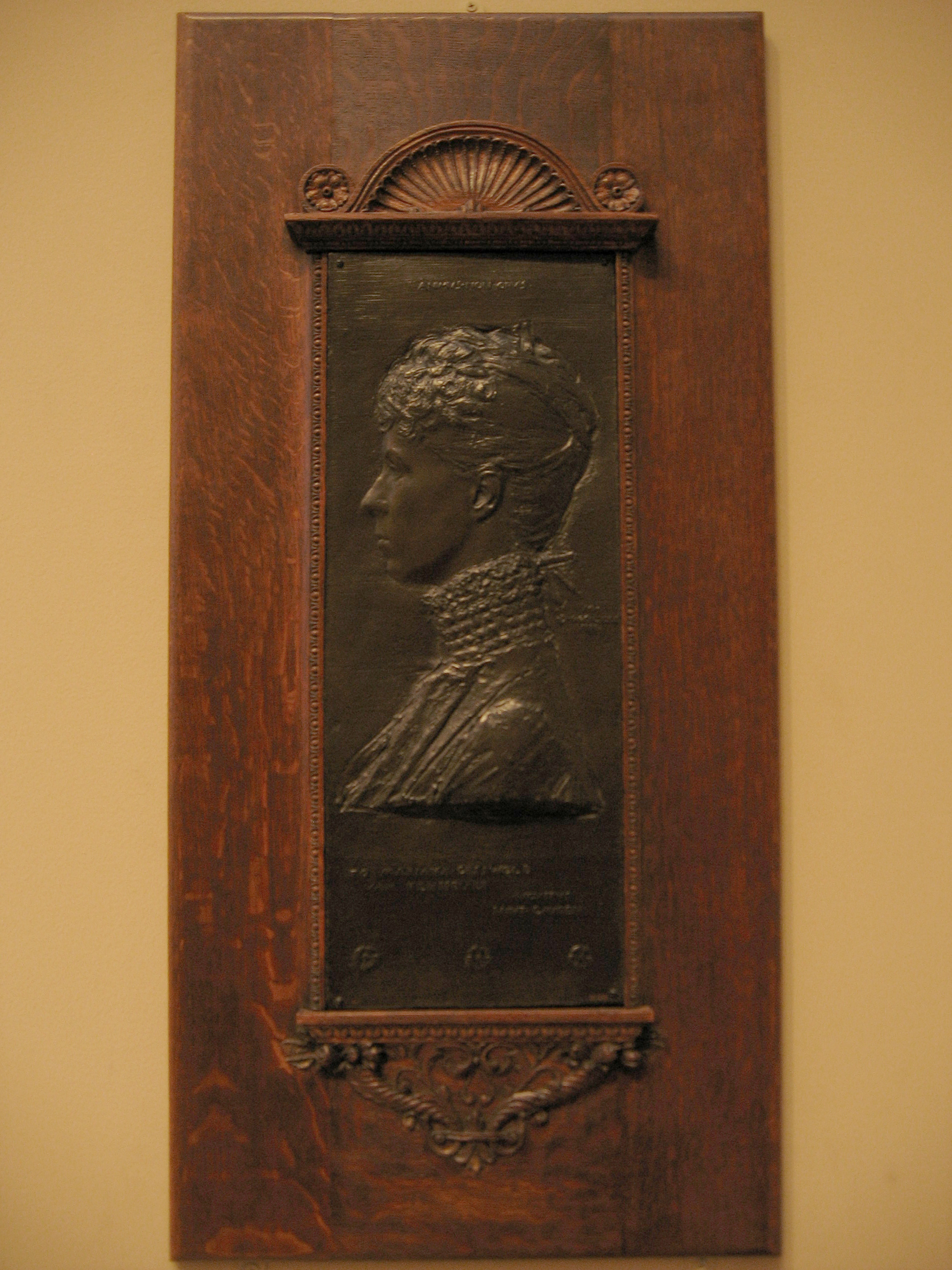
마리아나 그리즈월드 반 렌셀레어, 청동 (1888), 메트로폴리탄 미술관.
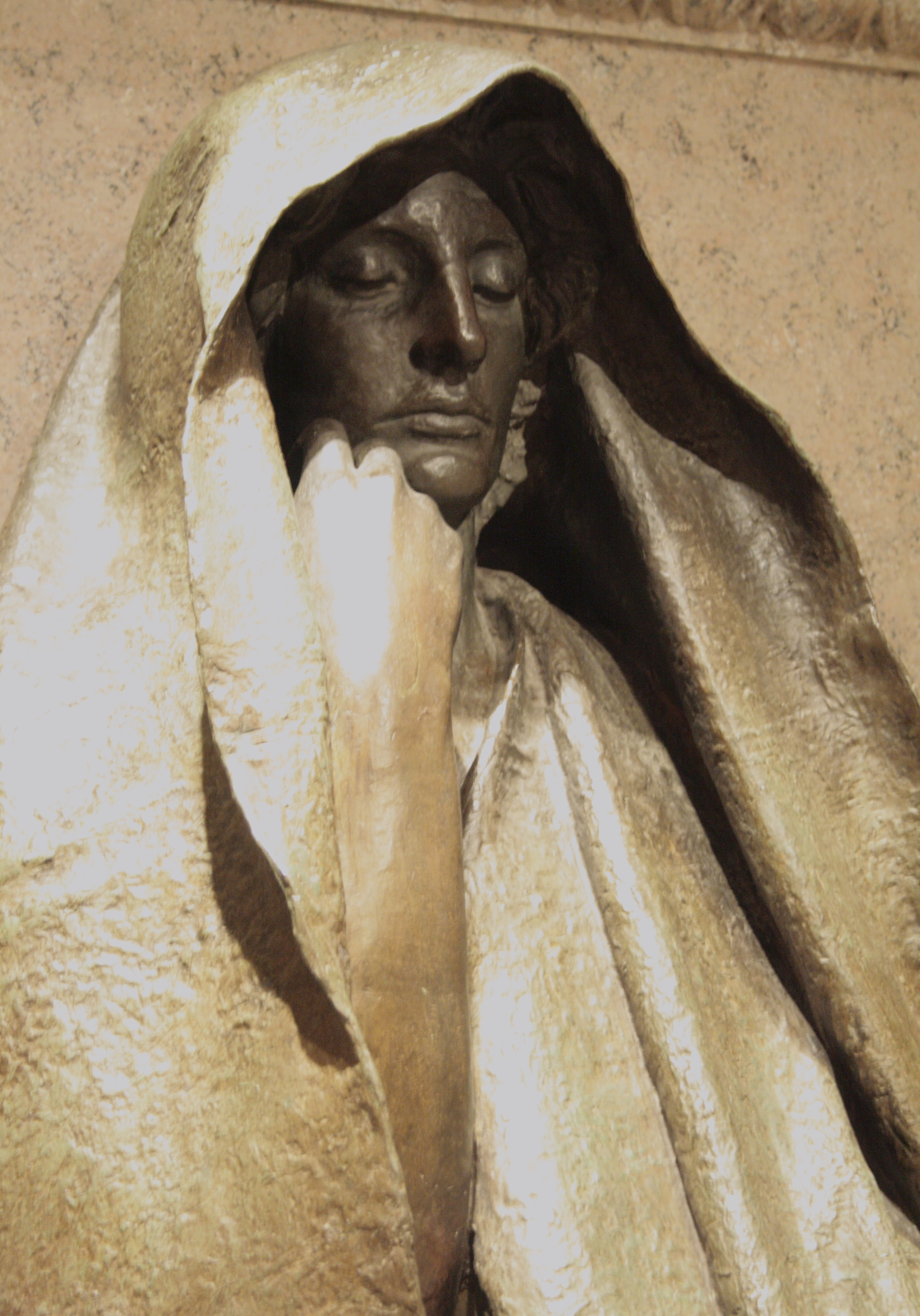
애덤스 기념관 세부, 록 크릭 묘지, 워싱턴 D.C. (1891).
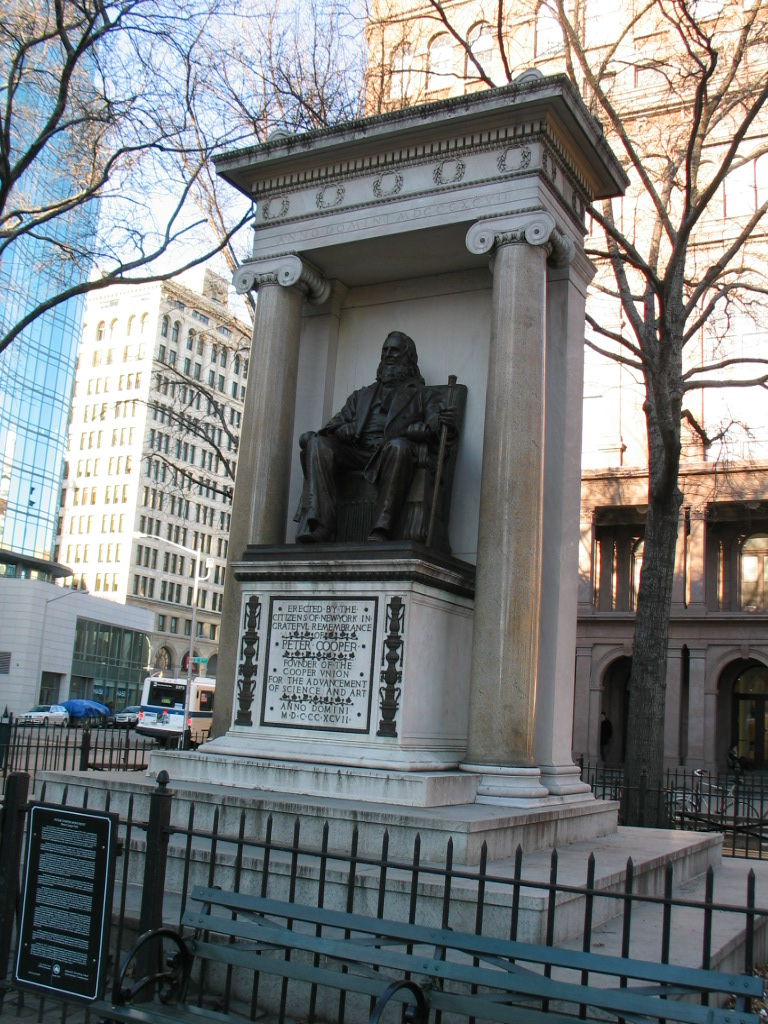
피터 쿠퍼 기념비, 쿠퍼 유니언 앞, 뉴욕 (1897).
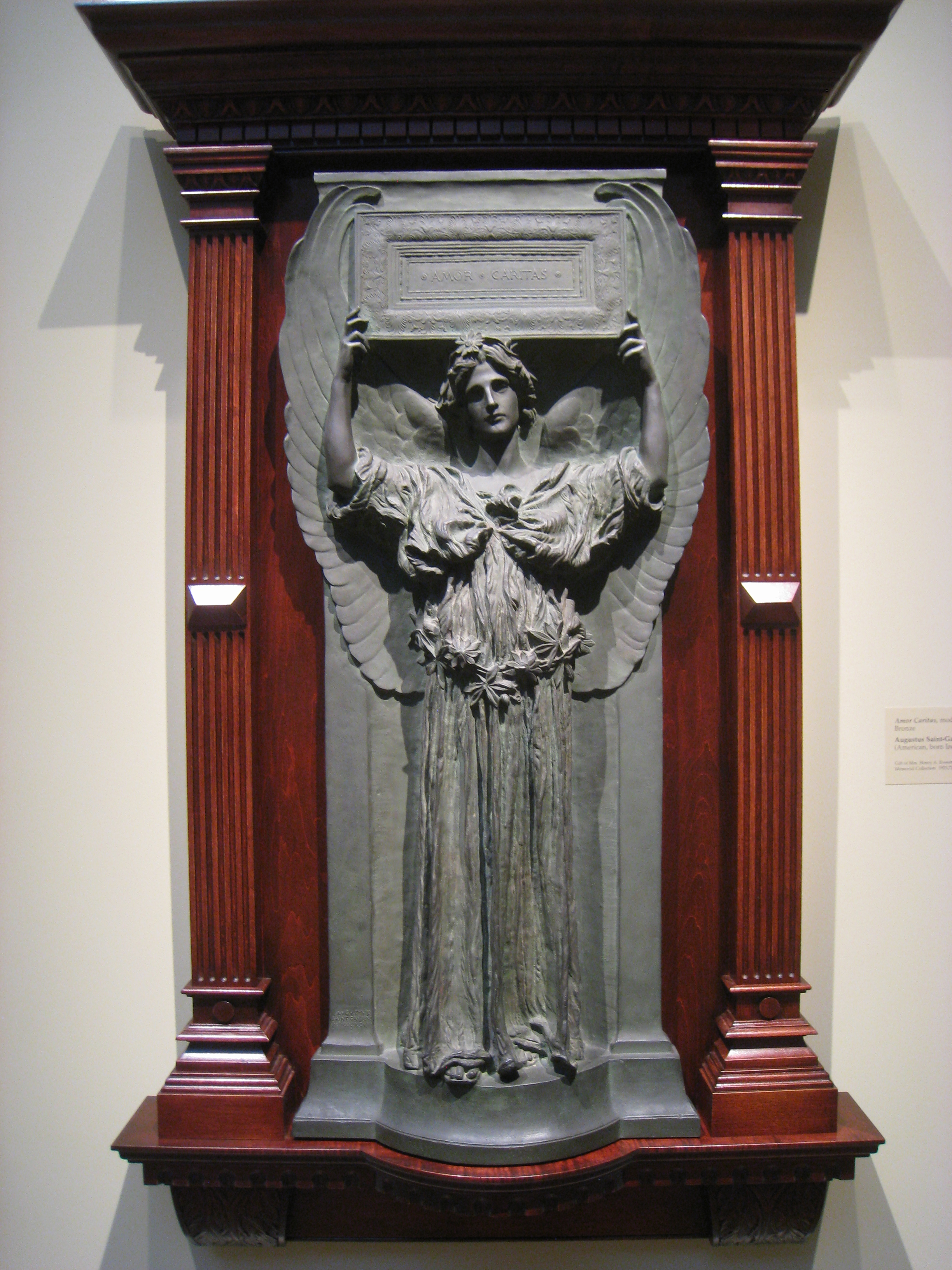
아모르 카리타스, 청동 (1898), 클리블랜드 미술관.
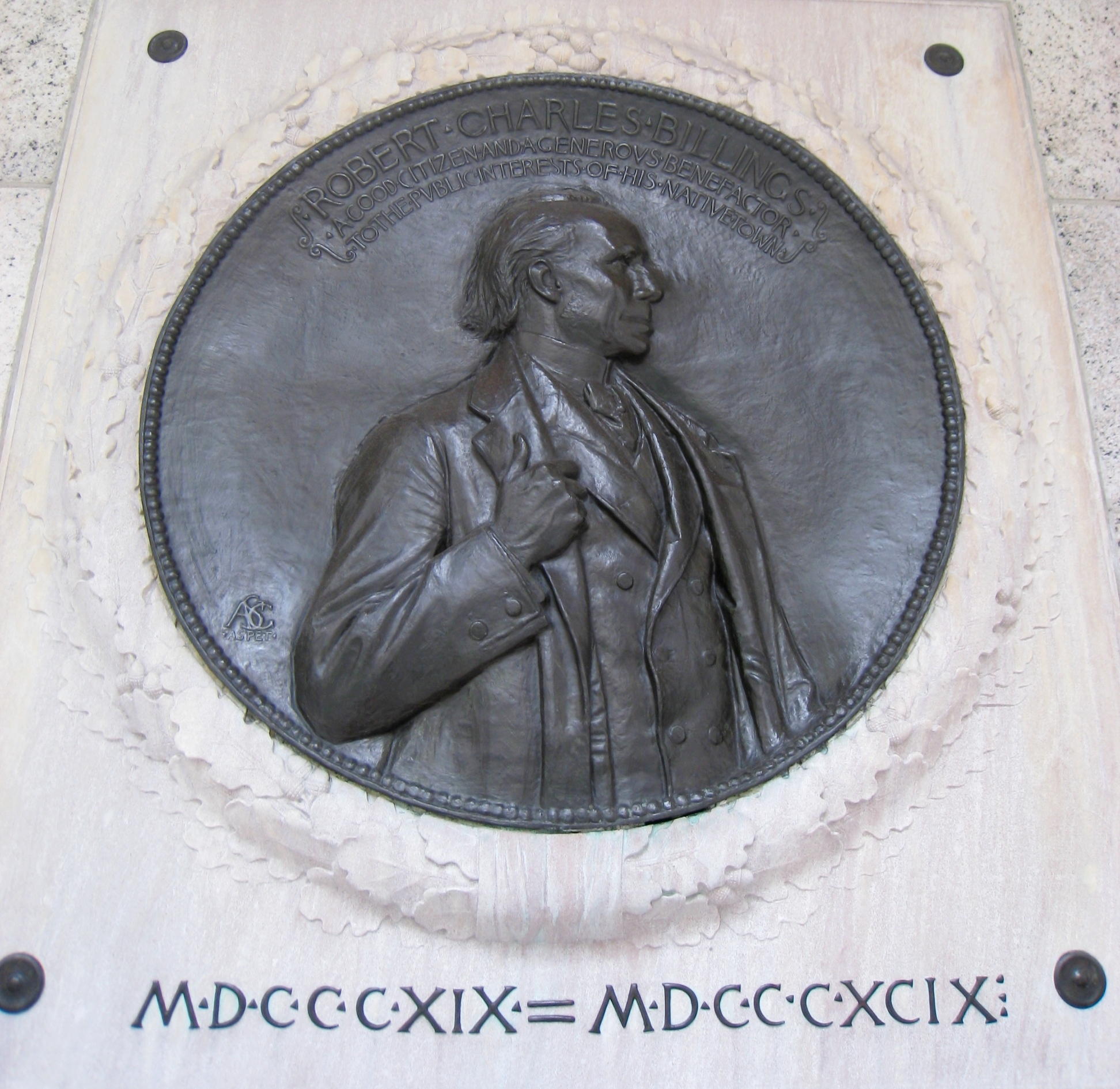
로버트 찰스 빌링스 명판, 보스턴 공공도서관, 보스턴, 매사추세츠 (1899).
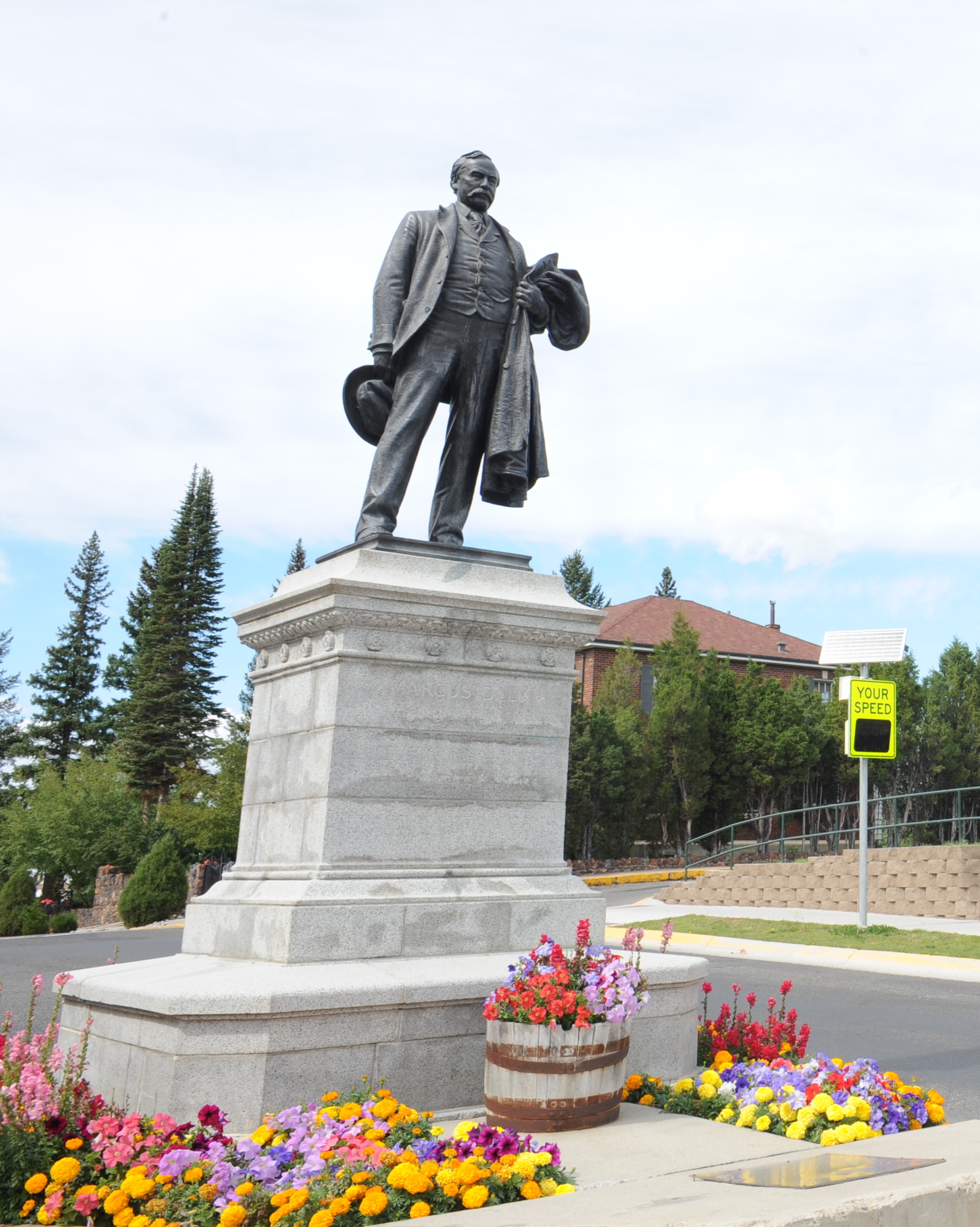
마커스 데일리 조각상 (1906), 몬태나 공대 캠퍼스, 뷰트 (몬태나주)
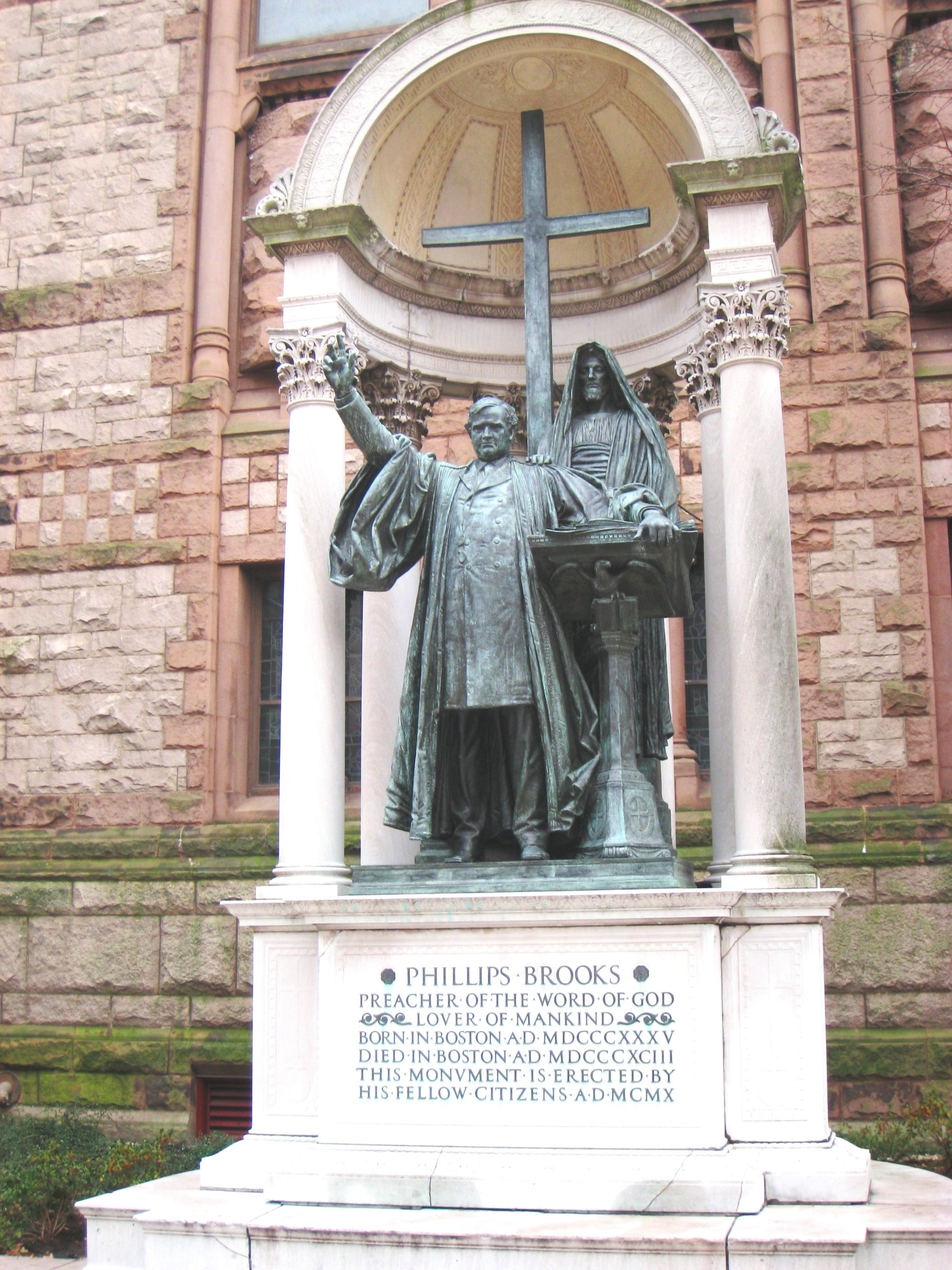
필립스 브룩스 조각상, 트리니티 교회 (보스턴) (1907–1910, 그림스, 워드, 헤링 완성).
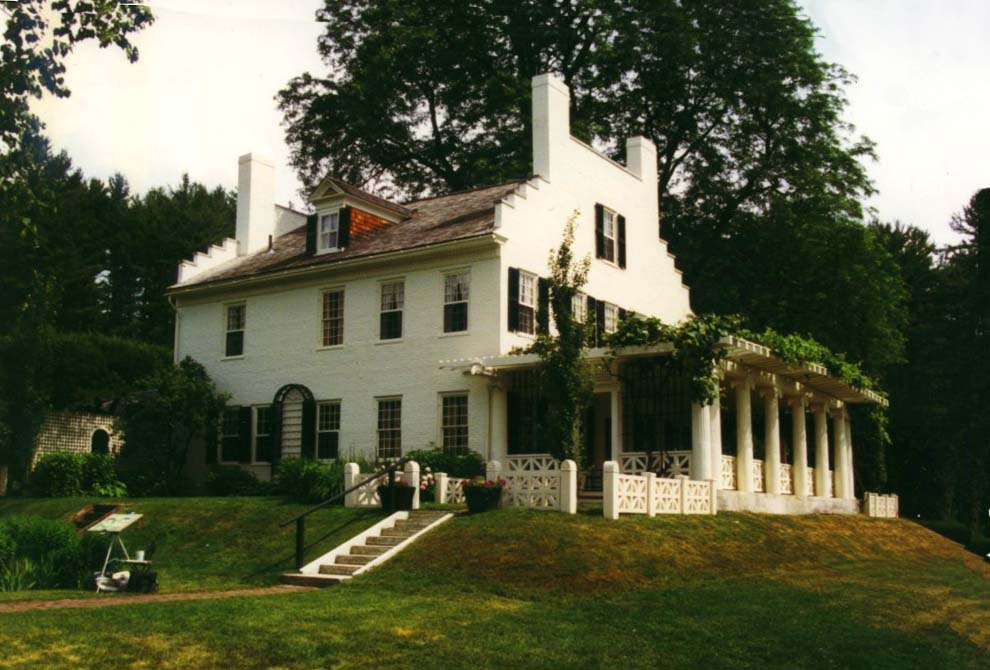
아스페트, 세인트고든스의 뉴햄프셔 코니시 여름 별장 및 스튜디오.
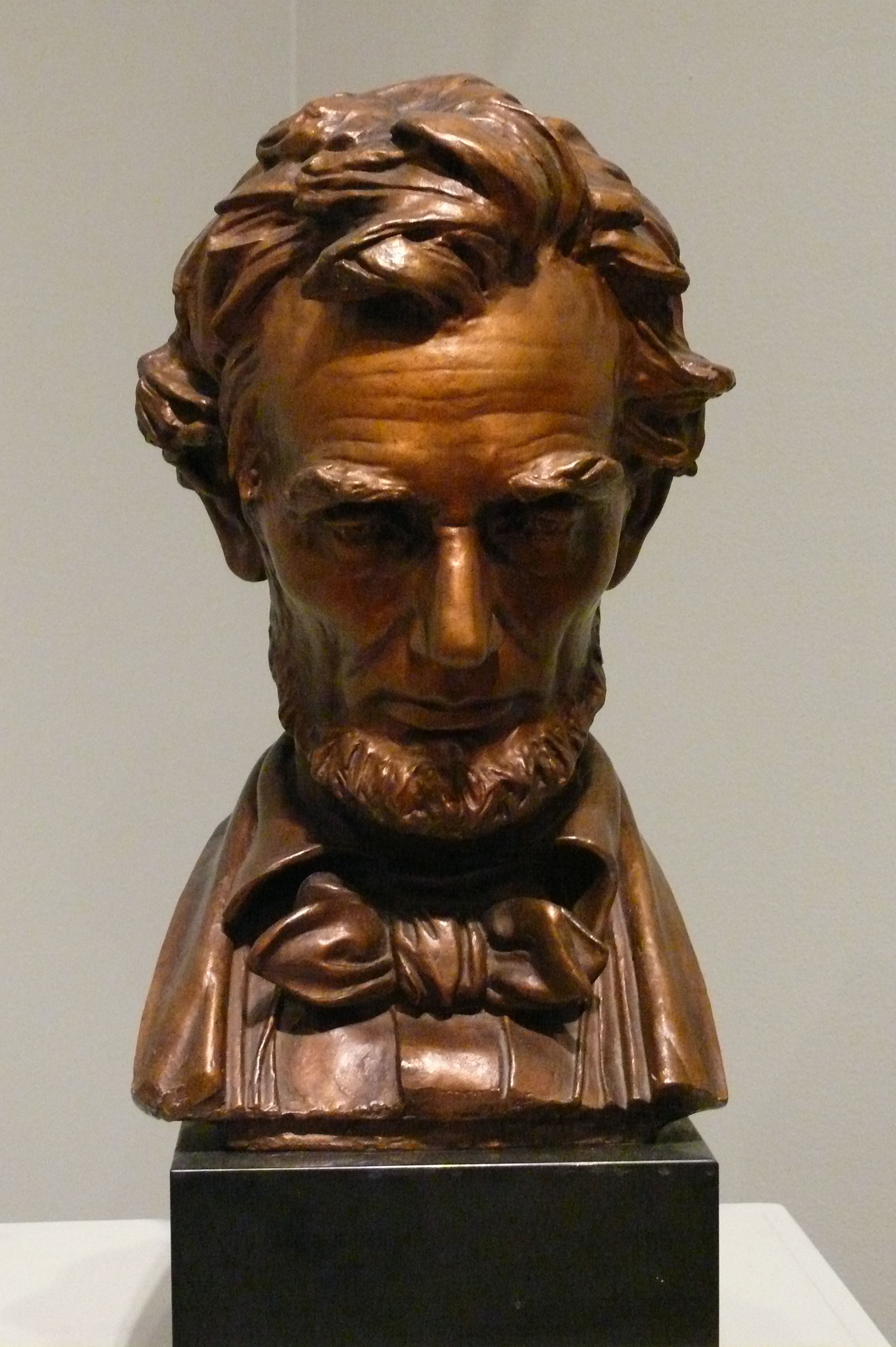
에이브러햄 링컨

## 같이 보기
- 뉴욕 예술 학생 연맹
- 미국 예술가 협회

### 내용주
1. ↑  “The Education of Henry Adams: Chapter XXII. Chicago (1893) by Henry Adams @ Classic Reader”. 《www.classicreader.com》. 2008년 9월 5일에 원본 문서에서 보존된 문서. 2019년 2월 5일에 확인함.
2. ↑  “Saint-Gaudens National Historic Site”. 2013년 1월 21일에 원본 문서에서 보존된 문서. 2013년 6월 23일에 확인함.
3. ↑  US Mint: The American Eagles Program.
4. ↑  Finn, Burke Wilkinson ; photographs by David (1985). 《Uncommon clay : the life and works of Augustus Saintules Le BrethenGaudens》 1판. San Diego: Harcourt Brace Jovanovich. 13–16쪽. ISBN 0151927499.
5. ↑  “COOPERMADE: NYC SCULPTURE AND MONUMENTS”. The Cooper Union for the Advancement of Science and Art. 2021년 7월 16일에 확인함.
6. ↑  Finn, Burke Wilkinson ; photographs by David (1985). 《Uncommon clay : the life and works of Augustus Saintules Le BrethenGaudens》 1판. San Diego: Harcourt Brace Jovanovich. 16쪽. ISBN 0151927499.
7. ↑  David McCullough (Fall 2011). “Adventures in Paris”. 《American Heritage》 61 (2). 40면.
8. ↑  David McCullough (Fall 2011). “Adventures in Paris”. 《American Heritage》 61 (2). 41면.
9. ↑  Supple, Carrie F. and Walton, Cynthia, pubs. The Nichols Family Papers 1860–1960. 2007, Manuscript Collection No. 1.
10. 1 2 3  “Judge Edwards Pierrepont”. Smithsonian American Art Museum and the Renwick Gallery. 2016년 2월 25일에 확인함.
11. ↑  David McCullough (Fall 2011). “Adventures in Paris”. 《American Heritage》 61 (2). 44면.
12. ↑  David McCullough (Fall 2011). “Adventures in Paris”. 《American Heritage》 61 (2). 48면.
13. ↑  PMA Diana
14. ↑  “Diana”. Philadelphia Museum of Art. 2012년 8월 10일에 확인함.
15. ↑  Pisano, Robert (1999). 《The Tile Club and the aesthetic movement in America》. New York: Harry N. Abrams. ISBN 978-0810929333.
16. ↑  Tolles, Thayer (2013년 1월 1일). 《Abraham Lincoln: The Man (Standing Lincoln): A Bronze Statuette by Augustus Saint-Gaudens》. 《Metropolitan Museum Journal》 48. 223–237쪽. doi:10.1086/675325. ISSN 0077-8958. S2CID 192203987.
17. ↑  《Augustus Saint-Gaudens' Memorial to Robert Gould Shaw and the Massachusetts Fifty-fourth Regiment》. 《National Gallery of Art, Washington, DC》. 1997.
18. ↑  US 1909.com Saint-Gaudens 보관됨 7월 17, 2011 - 웨이백 머신
19. ↑  Dryfhout, John (1982). 《The work of Augustus Saint-Gaudens》. Lebanon, NH: University Press of New England. 246–247쪽.
20. ↑  Jerome Connor Sculptor – Annascaul Village, Annascaul Accommodation, Tom Crean, Jerome Conor, Irish Horse Fair and more!. Annascaul.net (May 20, 2011). Retrieved on 2013-08-21.
21. ↑  List primarily gleaned from Wilkinson, Burke, Uncommon Clay: The Life and Works of Augustus Saint Gaudens, photographs by David Finn, Harcourt Brace Jovanovitch, Publishers, San Diego, 1983.
22. ↑  Yeoman, p. 272.
23. ↑  “United States, $20, 1907”. National Museum of American History, Smithsonian Institution. 2008년 6월 16일에 확인함.
24. ↑  2009 Ultra High Relief Double Eagle.

세인트고든스의 앞면 디자인은 1986년에 제정된 아메리칸 골드 이글 금괴 동전에도 재사용되었다. 2009년 초고부조 더블 이글. 2013년 8월 21일 검색.
25. ↑  Civic Art:  A Centennial History of the U.S. Commission of Fine Arts, ed. Thomas E. Luebke.  Washington, D.C.:  U.S. Commission of Fine Arts, 2013.
26. ↑  AAAS Membership
27. ↑  “The Hall of Fame for Great Americans - Face-to-Face Online Tour”. 2011년 9월 27일에 원본 문서에서 보존된 문서. 2009년 12월 5일에 확인함.
28. ↑  Williams, Greg H. (2014년 7월 25일). 《The Liberty Ships of World War II: A Record of the 2,710 Vessels and Their Builders, Operators and Namesakes, with a History of the Jeremiah O'Brien》. McFarland. ISBN 978-1476617541. 2017년 12월 7일에 확인함.
29. ↑  Smithsonian National Postal Museum http://www.arago.si.edu/index.asp?con=1&cmd=1&tid=2028645

### 참고 문헌
- Armstrong, Craven, et al., 200 Years of American Sculpture, Whitney Museum of Art, NYC, 1976.
- Balfour, Graham, The Life of Robert Louis Stevenson, 12th ed. Metheun, London, 1913.
- Caffin, Charles H. (February 1904). 《The Work of the Sculptor August Saint-Gaudens》. 《더 월드스 워크: 우리 시대의 역사》 VII. 4403–4419쪽. 2015년 5월 16일에 확인함.
- Clemen, Paul, in Die Kunst, Munich, 1910.
- 코티소즈, 로열, 오거스터스 세인트고든스, 뉴욕, 1907.
- Craven, Wayne, Sculpture in America, Thomas Y. Crowell Co, NY, NY 1968.
- Dryfhout, John H., Augustus Saint-Gaudens: The Portrait Reliefs, The National Portrait Gallery, Smithsonian Institution, Grossman Publishers, NY 1969.
- Dryfhout, John H., The 1907 United States Gold Coinage, Eastern National Park & Monument Association 1996.
- Dryfhout, John H., The Works of Augustus Saint-Gaudens, University Press of New England, Hanover 1982.
- Greenthal, Kathryn (1985). 《Augustus Saint-Gaudens, master sculptor》. New York: The Metropolitan Museum of Art. ISBN 9780816187898.
- Saint - Gaudens, Zorn and the Goddesslike Miss Anderson by William E. Hagans 보관됨 9월 11, 2019 - 웨이백 머신 - This article first appeared in the summer 2002 issue of American Art.
- Kvaran, Einar Einarsson, St. Gaudens' America, unpublished manuscript.
- 매컬로, 데이비드. 더 그레이터 저니: 파리의 미국인들. 뉴욕: 사이먼 앤드 슈스터. 2011.
- Podas Larson, Christine, St. Gaudens' New York Eagle: Rescue And Restoration Of St. Paul's First Outdoor Sculpture, Ramsey County History Quarterly V37 #3, Ramsey County Historical Society, St Paul, MN, 2002.
- Reynalds, Donald Martin, Masters of American Sculpture: The Figurative Tradition From the American Renaissance to the Millennium, Abbeville Press, NY 1993.
- C. Lewis Hind: 오거스터스 세인트고든스. 발행인: 더 인터내셔널 스튜디오, 존 레인 컴퍼니; 뉴욕 1908 - 인터넷 아카이브 - 온라인
- 오거스터스 세인트고든스 - 그의 삶: 연대기
- 오거스터스 세인트고든스 - 그의 작품: 연대기
- 오거스터스 세인트고든스 작품 사진 복제본
- 오거스터스 세인트고든스: 오거스터스 세인트고든스의 회고록, Volume I. 호머 세인트고든스 편집 및 증보, 센추리 컴퍼니 출판. 뉴욕, 1913 - 인터넷 아카이브 - 온라인
- 오거스터스 세인트고든스의 회고록. 호머 세인트고든스 편집 및 증보. Volume Two. - 인터넷 아카이브 - 온라인
- 에이브러햄 링컨 기념비. 시카고 시의 랜드마크. - 인터넷 아카이브 - 온라인
- Taft, Lorado: 미국 조각의 역사 뉴욕: 맥밀런 컴퍼니, 런던: 맥밀런 & 컴퍼니 Ltd. 1903.
- Tharp, Louise Hall, Saint-Gaudens and the Gilded Era. Boston: Little, Brown & Co. 1969.
- Tolles, Thayer. "오거스터스 세인트고든스 (1848–1907)." 하일브룬 미술사 연대기. 뉴욕: 메트로폴리탄 미술관. 2004년 10월.
- Tripp, David, "두려움과 떨림" & 기타 발견: 오거스터스 세인트고든스와 미국에서 가장 아름다운 동전에 대한 새로운 정보, ANS Magazine 6/1 (2007년 겨울).
- Wilkinson, Burke, and 데이비드 핀, photographs, Uncommon Clay: The Life and Works of Augustus Saint-Gaudens, Harcourt Brace Jovanovich, Publishers, San Diego. 1985.